# Wallfahrtskirche Birnau

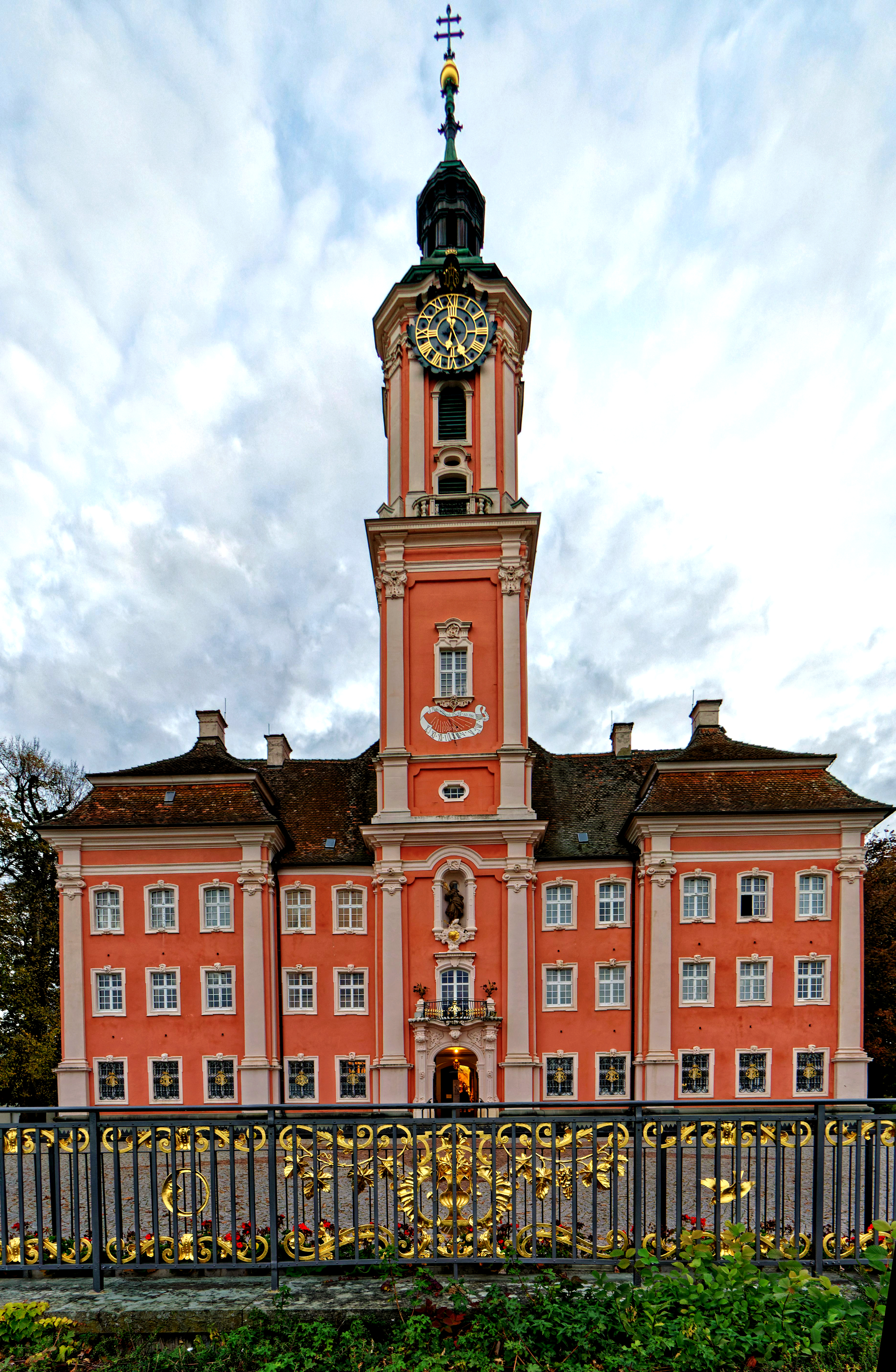
Die Wallfahrtskirche Birnau im Abendlicht.

Die Wallfahrtskirche Birnau ist eine dem Patronat Mariens (Himmelfahrt, 15. August und Heimsuchung, 2. Juli) unterstellte Barockkirche am Nordufer des Bodensees zwischen den Orten Nußdorf und Uhldingen-Mühlhofen in Baden-Württemberg. Die Kirche liegt in Birnau an der Westroute der Oberschwäbischen Barockstraße direkt unterhalb der B 31. Sie wurde von 1746 bis 1749 von dem Vorarlberger Baumeister Peter Thumb für die Reichsabtei Salem errichtet, mit einer reichen barocken Ausstattung mit Fresken von Gottfried Bernhard Götz sowie Stuckaturen, Altären und Skulpturen von Joseph Anton Feuchtmayer, deren bekannteste der Honigschlecker ist, ein Putto mit Bienenkorb.
Seit 1946 ist das Gotteshaus auch Pfarrkirche der Orte Deisendorf und Nußdorf; 1971 wurde sie vom Papst Paul VI. zu einer Basilica minor erhoben.
Das der Kirche vorgelagerte Ordensgebäude mit dem markanten Glockenturm beherbergt heute ein Priorat der Zisterzienser-Abtei Wettingen-Mehrerau.

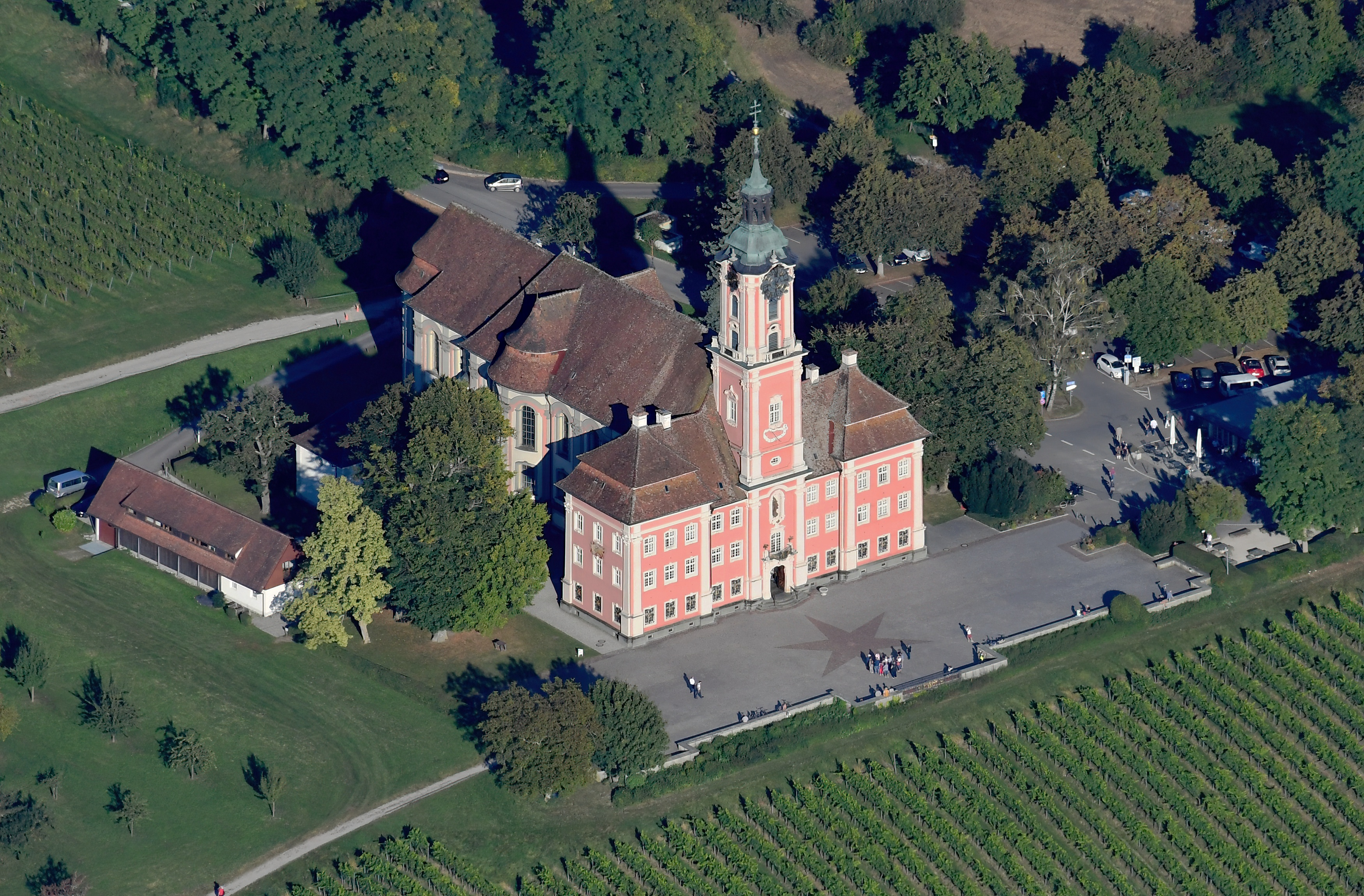
Priorat Birnau mit angeschlossener Wallfahrtskirche

## Alt-Birnau

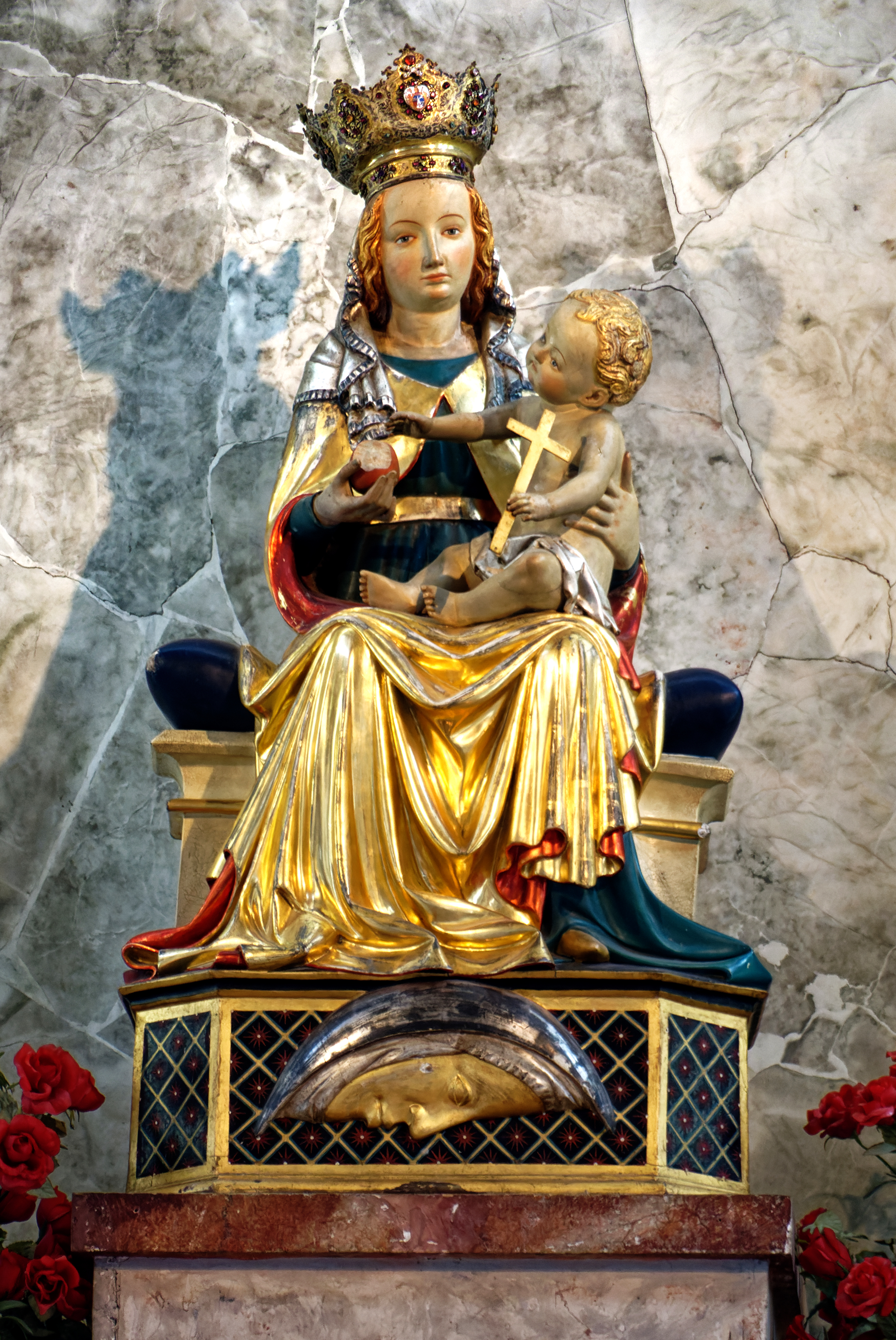
Maria von Birnau (~1420)

Die heutige Klosterkirche Birnau wurde als Ersatz für eine Wallfahrtskirche gebaut, die auf einem Hügel östlich von Nußdorf stand, einige Kilometer von dem Standort der heutigen Kirche entfernt. Es ist möglich, dass es hier bereits am Ausgang des 9. Jahrhunderts eine Wallfahrtskirche gab: Eine Tauschurkunde zwischen dem Kloster Reichenau und Karl dem Dicken aus dem Jahr 883 spricht von einer Kapelle ad pirningas („für Pilger“), bei der es sich vielleicht um Altbirnau handelt. Eine Urkunde von 1227 erwähnt an diesem Ort ein Nonnenkloster, das möglicherweise mit dem Kloster Salem assoziiert war.
Spätestens ab 1241 gehörte ein Stück des dortigen Geländes der Salemer Abtei. Auf diesem kleinen Grundstück stand zu jener Zeit bereits eine Marienkapelle. Um 1317 muss sie schon ein beliebter Wallfahrtsort gewesen sein, wie zwei erhaltene Ablassurkunden belegen. Das geistliche Amt wurde dabei nicht von Salemer Mönchen, sondern von Weltpriestern ausgeübt. Die Salemer Zisterzienser bemühten sich jedoch um das Recht, dort selbst tätig zu werden, und hatten Erfolg: Am 27. März 1384 inkorporierte Papst Urban VI. die Kapelle dem Kloster Salem. Kirchenrechtlich blieb für Altbirnau das Bistum Konstanz zuständig.
Die Marienkapelle wurde im 14. Jahrhundert, oder früher, vergrößert, indem sie umbaut wurde. Das hatte praktische Gründe: Die zahlreichen Pilger konnten in der größeren Kirche Platz finden, ohne dass die Kapelle, die selbst als wundertätiger Ort galt, abgerissen werden musste.
Um 1420 wurde ein „Gnadenbild“ aus dem Salzkammergut aufgestellt, eine Marienstatue, die in den Ruf kam, wundertätig zu sein. (Das Kultbild steht heute in der Mitte des Neu-Birnauer Bildprogramms). Sie zog weitere Pilgerscharen an, so dass die Kirche im Laufe des 16. und 17. Jahrhunderts mehrfach erweitert werden musste. Im Dreißigjährigen Krieg wurde die äußere Kirche zerstört; die kleine Marienkapelle im Innern soll verschont geblieben sein. Das Gnadenbild, so erzählt die Chronik Apiarium Salemitanum (1708), sei von einem Salemer Knecht gerettet worden. Nach Ende des Krieges wurde die Kirche wieder aufgebaut und die Wallfahrt blühte wieder auf.

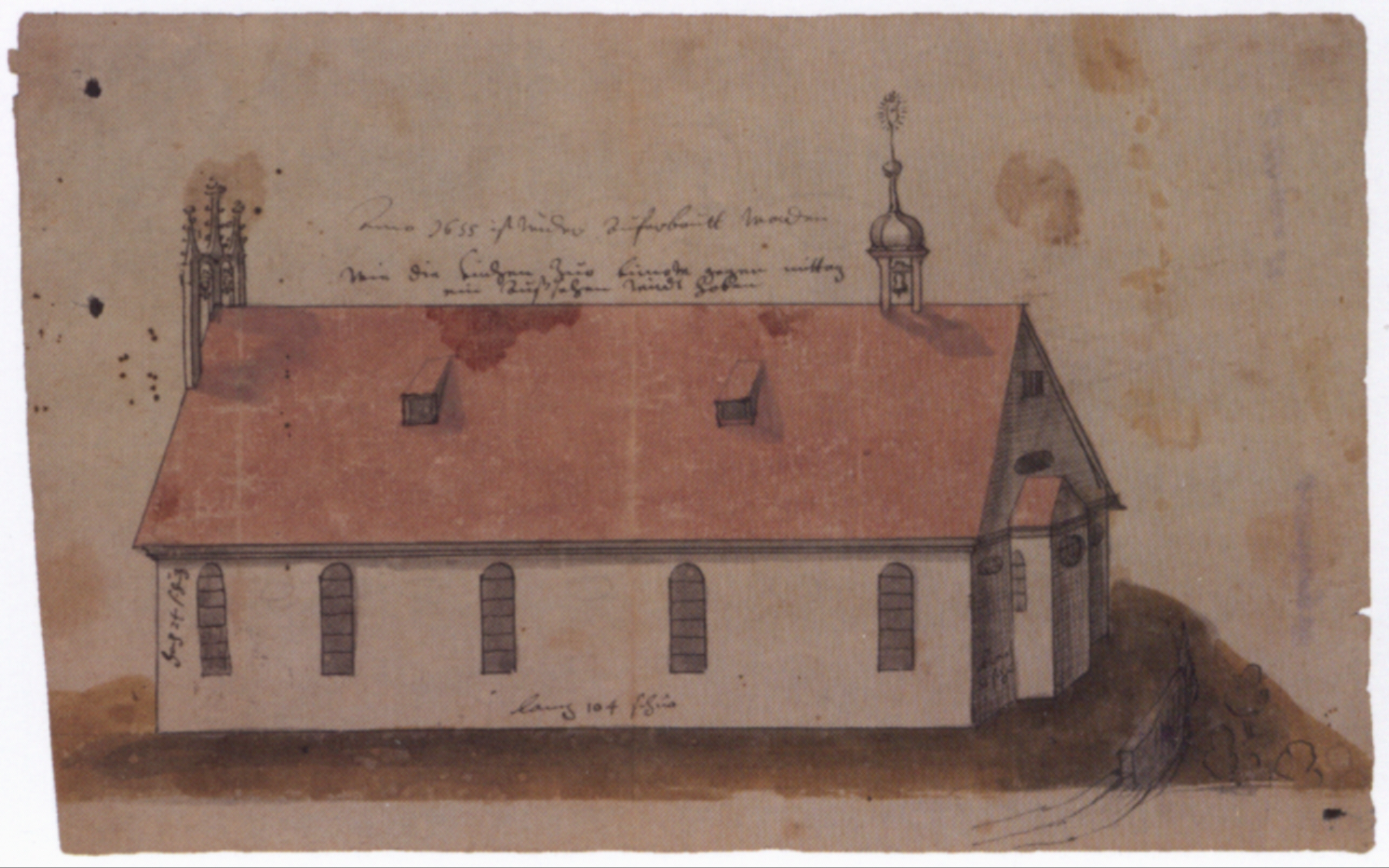
Altbirnauer Wallfahrtskirche (Kolorierte Federzeichnung, wahrscheinlich vor 1614)

Die Altbirnauer Kirche war ein einfacher Langbau mit Satteldach und hatte, wie bei den Zisterziensern üblich, anstelle eines Glockenturms nur einen Dachreiter für das Läutwerk. Der vordere Giebel war mit gotischem Maßwerk verziert. Die Ausmalung des Innenraums stammte von dem Maler Hans Winterlin, der Hochaltar von 1656 von Melchior Binder, der regelmäßig Aufträge vom Salemer Kloster übernahm. Das dazugehörige Altarbild malte Johann Christoph Storer; es befindet sich heute in der Kirche des ehemaligen Zisterzienserinnenklosters Rottenmünster. Die Kirche hatte neben dem Hauptaltar, der der Jungfrau Maria gewidmet war, zwei Seitenaltäre, die dem Hl. Erasmus bzw. dem heiligen Josef gewidmet waren; die dazugehörigen Altarbilder stammten von Franz Carl Stauder. Im Laufe der Zeit kamen Wirtschaftsgebäude und Unterkünfte hinzu. Auch ein Pfarrhaus für den Wallfahrtspriester (Pater Präfekt) wurde ergänzt.
Die Umgebung des kleinen Grundstücks gehörte jedoch der Reichsstadt Überlingen, die den beständigen Erweiterungen der Klosterbauten erheblichen Widerstand entgegenbrachte. Der schwelende Machtkampf zwischen Stadt und Kloster eskalierte gelegentlich sogar in Handgreiflichkeiten: Aufgebrachte Überlinger Bürger zerstörten 1742 den Rohbau eines Ökonomiegebäudes. Direkt gegenüber der Kirche lag seit 1685 ein Wirtshaus auf Überlinger Grund, das wiederum den Mönchen ein Dorn im Auge war. Zeitweilig konnten die Salemer Mönche in Altbirnau keine Messen halten und mussten die Wallfahrt in die Salemer Klosterkirche verlegen.
Der Strom der Pilger wuchs unablässig, so dass Abt Konstantin Miller 1741 Baupläne zu einer erneuten Erweiterung der Kirche anfertigen ließ. Sie wurden nie ausgeführt, denn am 22. Februar 1745 starb der Abt. Der neue Abt, Stephan Enroth, fasste noch im selben Jahr den Entschluss, die alten, baufälligen Gebäude ohne weitere Umstände abreißen zu lassen und an anderer Stelle, auf klostereigenem Territorium, eine neue Kirche zu errichten.

## Baugeschichte

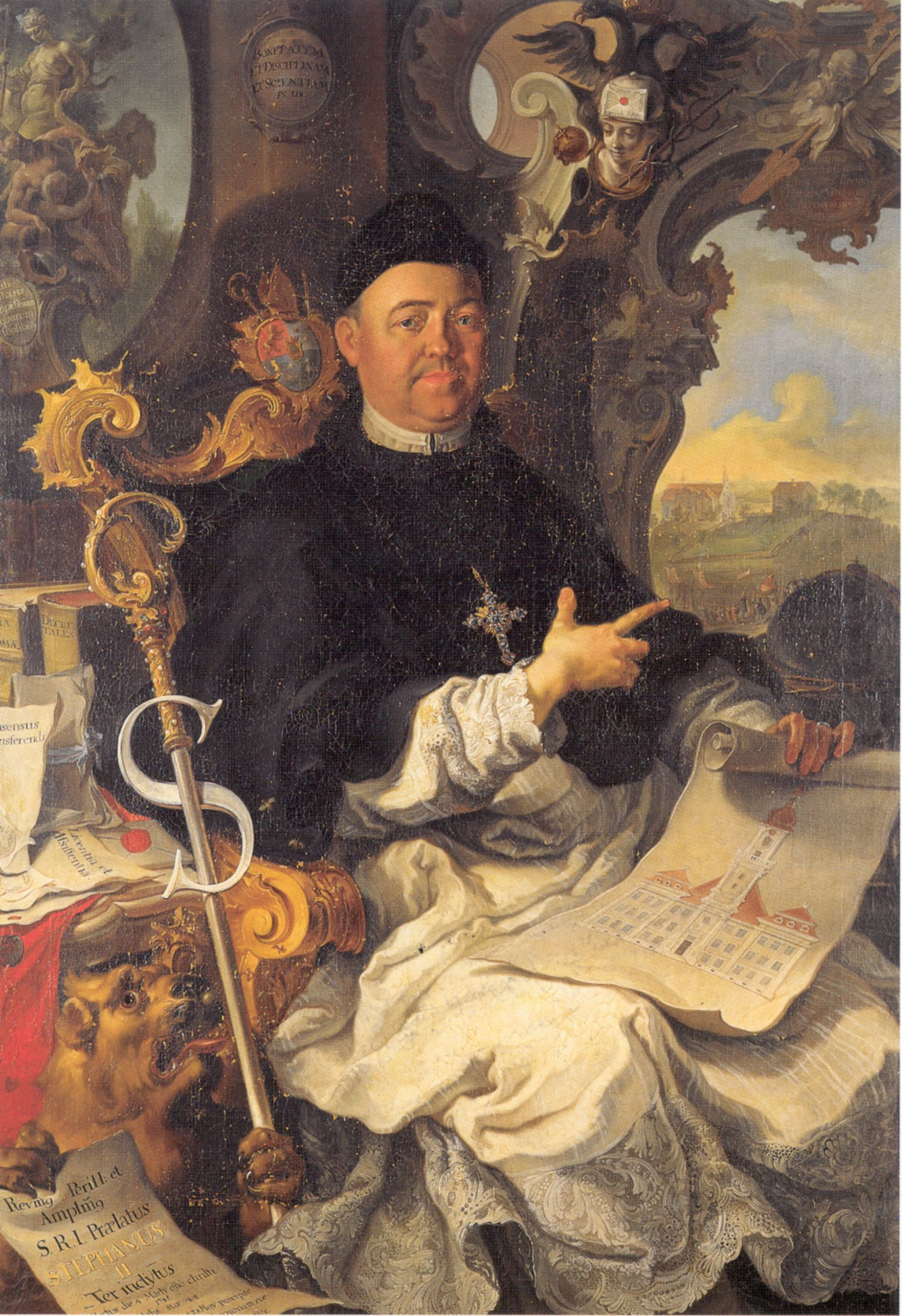
Abt Stephan II. Enroth, Initiator des Neubaus, mit einem Fassadenentwurf für die Wallfahrtskirche

Der Bau einer neuen Wallfahrtskirche und die Verlegung des Gnadenbildes musste zunächst von Papst Benedikt XIV. genehmigt werden. In aller Heimlichkeit wurden die erforderlichen Genehmigungen eingeholt, denn man fürchtete den Zorn der Bevölkerung. Eine päpstliche Bulle vom 12. März 1746 erlaubte dem Salemer Kloster, die Kirche zu errichten und die Marienstatue dorthin zu verlegen. Kurze Zeit später, am 2. Mai 1746, starb Abt Stephan mit nur 45 Jahren. Die Bevölkerung sah darin eine Strafe für die „Entführung“ des Gnadenbildes, doch die Klosterleitung ließ sich nicht irritieren: Unter dem neuen Abt Anselm II. Schwab wurde die begonnene Arbeit mit großer Energie weitergeführt.
Der Vorarlberger Baumeister Peter Thumb wurde in die Planungskommission des Klosters berufen. Thumb war zu der Zeit, als er die Birnau entwarf, der führende süddeutsche Architekt und auf der Höhe seiner Schaffenskraft. Nach mehreren Entwürfen fand man einen auf beiden Seiten akzeptierten Kompromiss. Binnen eines Jahres begann der Aushub der Fundamente. Am 11. Juni 1747 wurde der Grundstein für die neue Kirche gelegt.

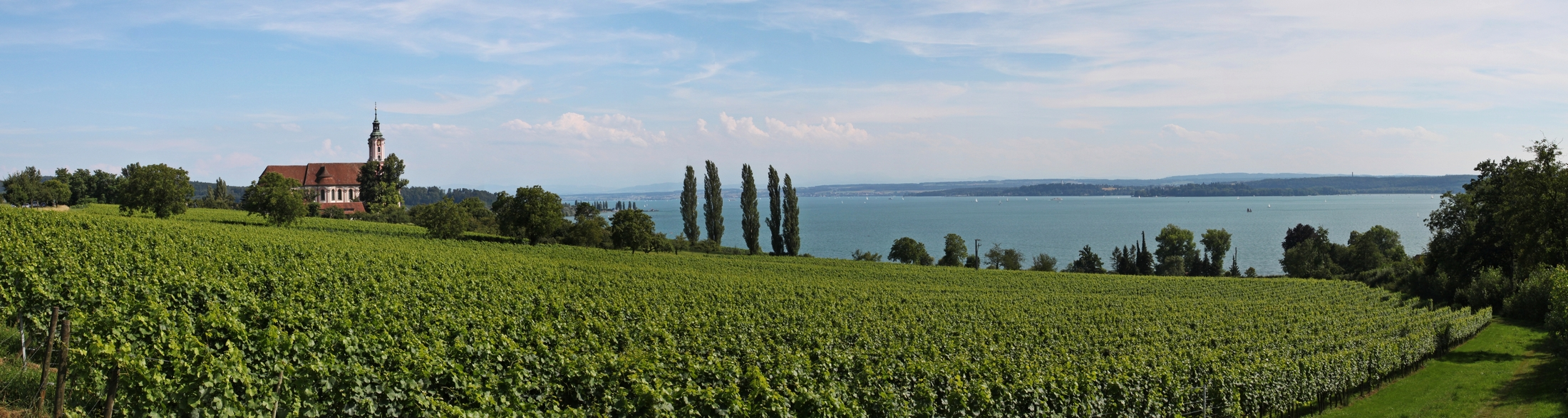
Die Wallfahrtskirche erhebt sich als markante Landmarke auf einem Hügelvorsprung am Ufer des Überlinger Sees

Der ausgewählte Ort lag auf einem Hügelvorsprung am Ufer des Überlinger Sees, oberhalb der klostereigenen Weinberge und der bereits existierenden Wirtschaftsgebäude (Schloss Maurach). Die vordere Fassade sollte parallel zum Seeufer stehen und dadurch weithin sichtbar über dem See thronen wie ein Bindeglied zwischen Gottes Schöpfung und dem Himmel. Die Umgebung der Kirche war (und ist bis heute) nahezu unbebaut, so dass keine anderen Gebäude die Sichtbarkeit beeinträchtigen. Man nahm zugunsten der Fernwirkung sogar in Kauf, dass der Altar nicht wie bei Kirchen üblich nach Osten ausgerichtet werden konnte.
Der Bau verschlang innerhalb von wenigen Jahren 150.000 Gulden. Die finanziellen Mittel konnten ohne Probleme aufgebracht werden, so dass sich der Bau nicht wie bei vielen anderen Kirchenprojekten aus Geldmangel verzögerte. In nicht einmal vier Jahren wurde die Kirche errichtet und ausgestaltet. Die feierliche Kirchweihe fand vom 19. bis 24. September 1750 statt. Die Kirchweihpredigt, die Abt Anselm hielt, beschäftigte sich vor allem mit der aufwendigen Ikonografie der Fresken, die das Kloster und die Mönche in Bezug zu Maria und der göttlichen Gnade setzten. Als zweiter Prediger war der „schwäbische Cicero“ eingeladen, der bekannte Prämonstratenser Sebastian Sailer aus der Abtei Obermarchtal. Auch seine Predigt legte die malerischen Motive der Birnau aus. Die dritte Predigt hielt der Konstanzer Jesuit Joseph Vogelmayer.
Der Neubau war nicht zuletzt eine Machtdemonstration gegenüber der Reichsstadt Überlingen, die beständig versuchte, die Reichsabtei in ihre Schranken zu weisen. Die Demonstration gelang, doch das Verhältnis zwischen Stadt und Kloster war auf Jahrzehnte hinaus gestört. Erst 1790 kam es zur offiziellen Versöhnung.

## Künstlerische Gestaltung

### Architektur

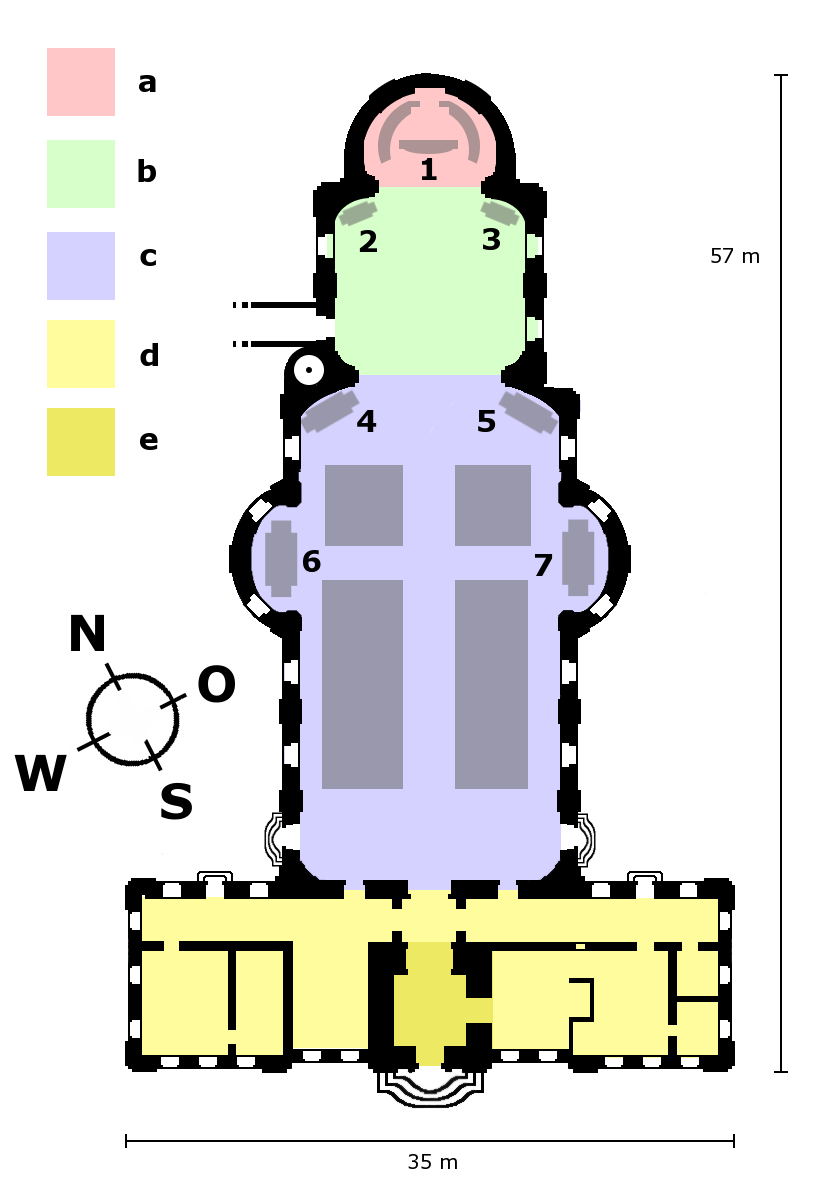
Grundriss der Kirche

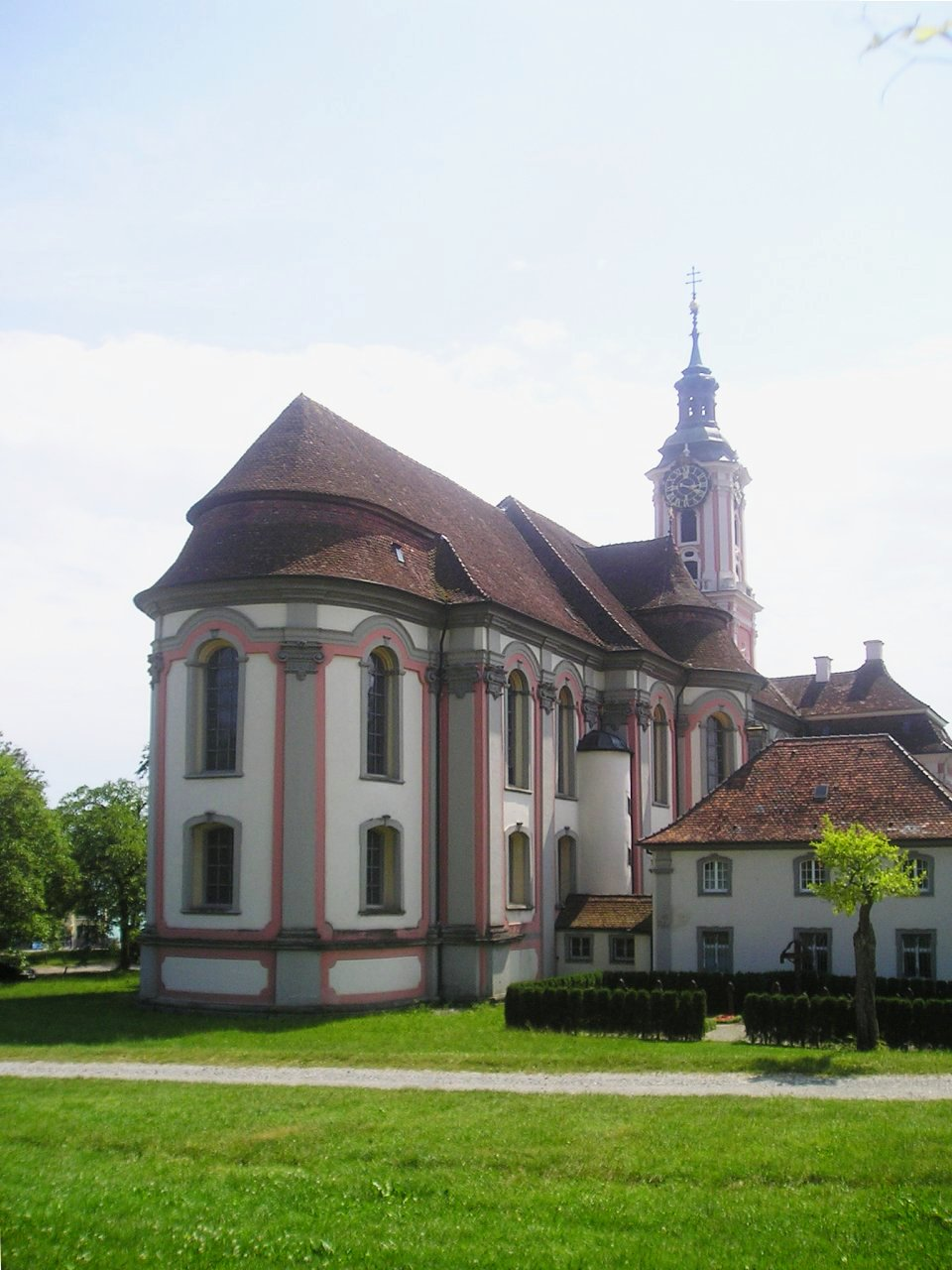
Ansicht von Norden; im Vordergrund die Apsis

Der Bau besteht aus einem langgezogenen Kirchenschiff ohne Seitenschiffe und einem vorgelagerten Querriegel, in dem Wohn- und Verwaltungsräume des Ordens (sowie heute ein Souvenirgeschäft) untergebracht sind. Er wirkt räumlich wie symbolisch als Mittler zwischen der Umgebung und der Wallfahrtskirche. Das Ordensgebäude bildet die Schauseite der Kirche und erinnert mit seinen beiden seitlichen Risaliten an die Salemer Klosteranlage. Ursprünglich war es sogar auf mehr als die doppelte Breite geplant und hätte dann einer feudalen Residenz ähnlicher gesehen als einer Kirche. Aus Thumbs Hand sind auch Skizzen zu einer Freitreppe erhalten, die vom Seeufer aus zum Kirchenvorplatz geführt hätte. Die zu eindeutige Anlehnung an höfische Prachtentfaltung wussten die auf Außenwirkung bedachten Mönche jedoch zu verhindern. Trotzdem wurde zugunsten der guten Sichtbarkeit der Fassade vom See aus auf die sonst übliche Ost-West-Ausrichtung des Kirchenschiffs verzichtet.
Die Fassade auf der Seeseite erstreckt sich über elf Fensterachsen, die durch drei Paare von ionischen Kolossalpilastern gegliedert sind. Das mittlere Paar umschließt das Eingangsportal und wird – anstelle eines Mittelrisalits – vom dreistufig gegliederten Glockenturm bekrönt. Der Turm, der die Birnau von weither wie ein Fingerzeig erkennbar macht, ist eigentlich im Baustil der Zisterzienser nicht vorgesehen. Dadurch, dass er aus dem Kirchengebäude ausgelagert wurde, konnte er jedoch mit den Ordensregeln in Einklang gebracht werden. Die Gliederung durch Pilaster setzt sich an den Außenwänden des Kirchenschiffs fort. Der Außenanstrich ist in Weiß und Altrosa gehalten. Bei dem aktuellen Aussehen handelt es sich um die originale Farbgebung. Die Turmspitze ist mit dem äbtlichen Doppelkreuz gekennzeichnet.
Vom Hauptportal aus ist zunächst der Vorraum zu durchqueren, um dann in den Kirchenraum einzutreten. Der Sakralraum der Birnau ist als Saalkirche ohne Seitenschiffe entworfen. Thumb und sein Mitarbeiter Johann Georg Specht wichen damit vom sogenannten Vorarlberger Münsterschema ab, das auf dem römischen Vorbild Il Gesù aufbaute und durch Seitenkapellen und eine darübergelagerte Empore den Eindruck einer Emporenbasilika erwecken sollte. Noch Thumbs Vater Michael Thumb war ein prominenter Vertreter dieser Bauweise, die nördlich der Alpen während des ganzen 17. Jahrhunderts sehr beliebt war. Peter Thumb wählte für die Birnau eine einfachere räumliche Lösung, die dafür der malerischen und skulpturalen Ausgestaltung freiere Hand ließ. Thumb bediente sich zweier Kunstgriffe. Er brachte in halber Höhe einen mit der Orgelempore verbundenen durchlaufenden Umgang an. Er schuf außerdem mit zwei bogenförmig ausschwingenden Auskragungen (Konchen) in der vierten Langhausachse Platz für zwei Seitenaltäre. Das Kirchenschiff ist in drei Abschnitte gegliedert, die sich zum Altar hin verjüngen. Die Decke über dem Langhaus ist als Muldengewölbe angelegt. Das Mittelschiff mündet in den schmaleren, quadratischen Chorraum, der von einer flachen Kuppel überwölbt ist. Rechts vor dem Chorraum befindet sich die Kanzel. Hinter ihm schließt die Apsis an, deren Grundriss annähernd einen Dreiviertelkreis beschreibt und den Baldachinaltar von Feuchtmayer dicht umschließt. Breite Korbbögen überdachen die Joche zu Chorraum und Apsis.
Die prachtvolle Orgel steht direkt über dem Haupteingang zum Kirchenraum. Eine Empore, die als einfacher Laufgang mit Balustrade angelegt ist, umläuft den Raum von der Orgel bis zur Apsis und gliedert den Raum auf halber Höhe. Die Brüstung wird nur durch die beiden flachen Konchen der Seitenkapellen mit den hoch aufragenden Seitenaltären unterbrochen. Zwei Reihen von jeweils fünf Fenstern auf jeder Seite erhellen den Innenraum. Der Chorraum hat auf jeder Seite zwei eigene Fensterjoche.

### Innenraum

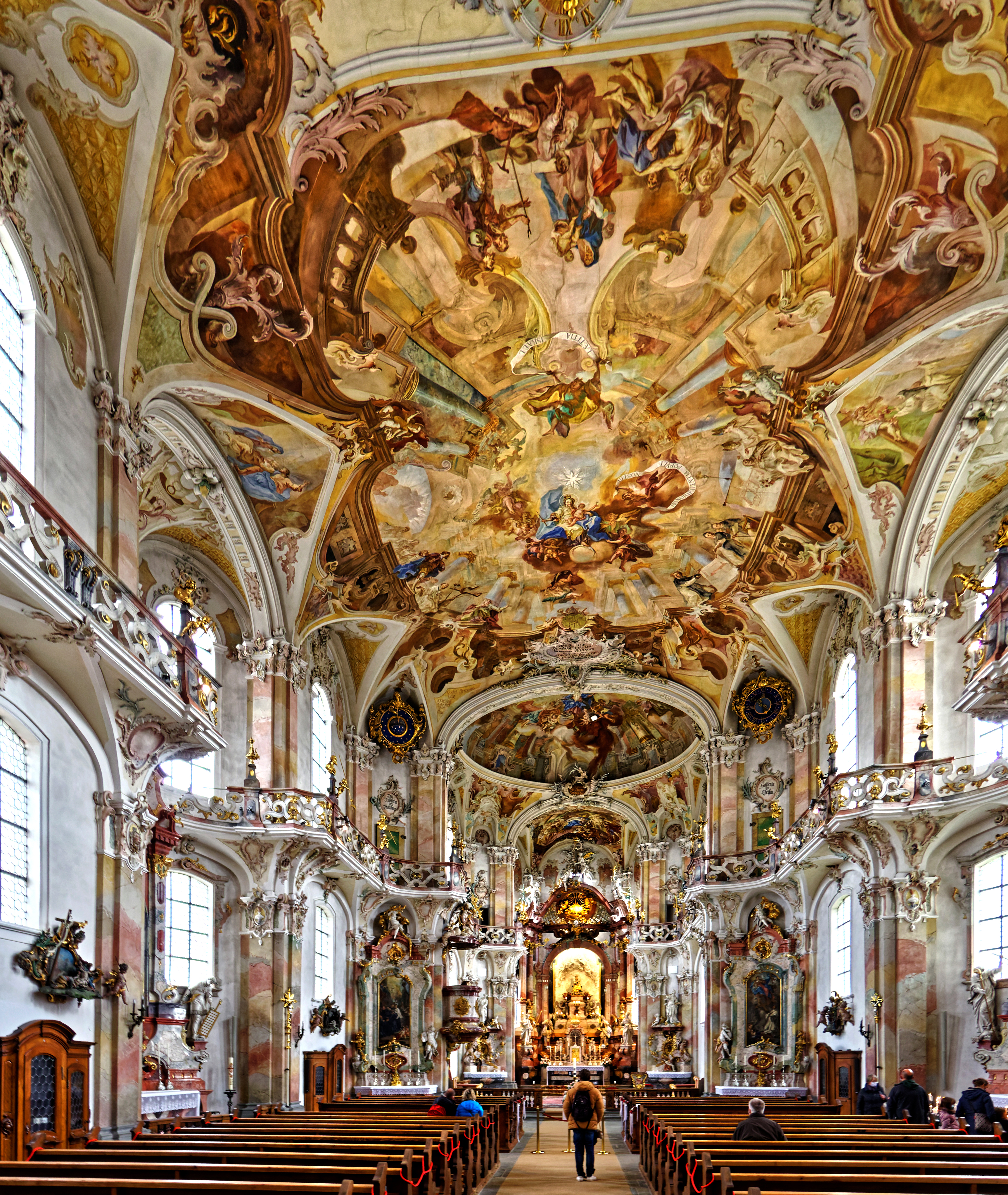
Innenraum mit Blick zum Hauptaltar.

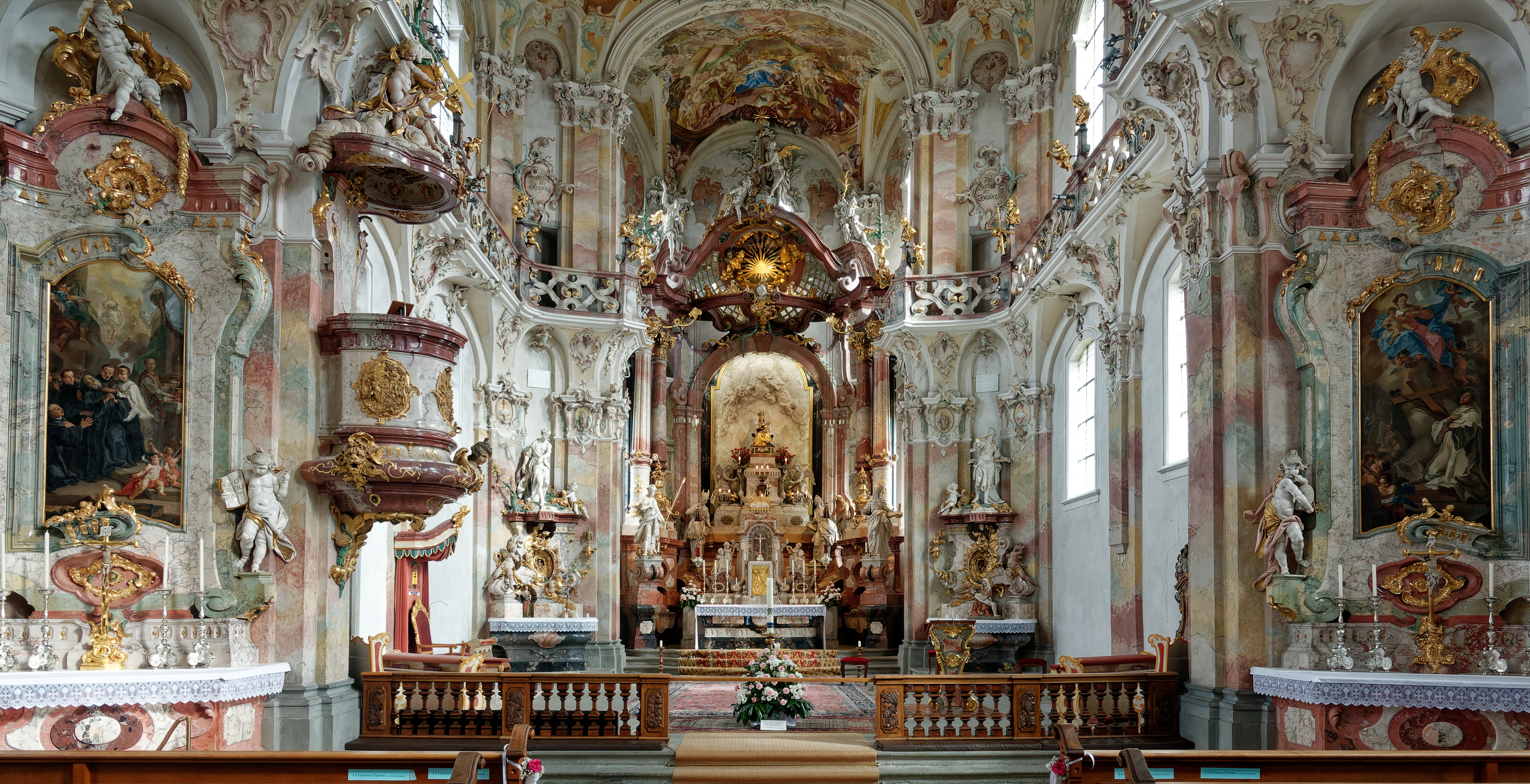
Seitenaltäre und Kanzel.

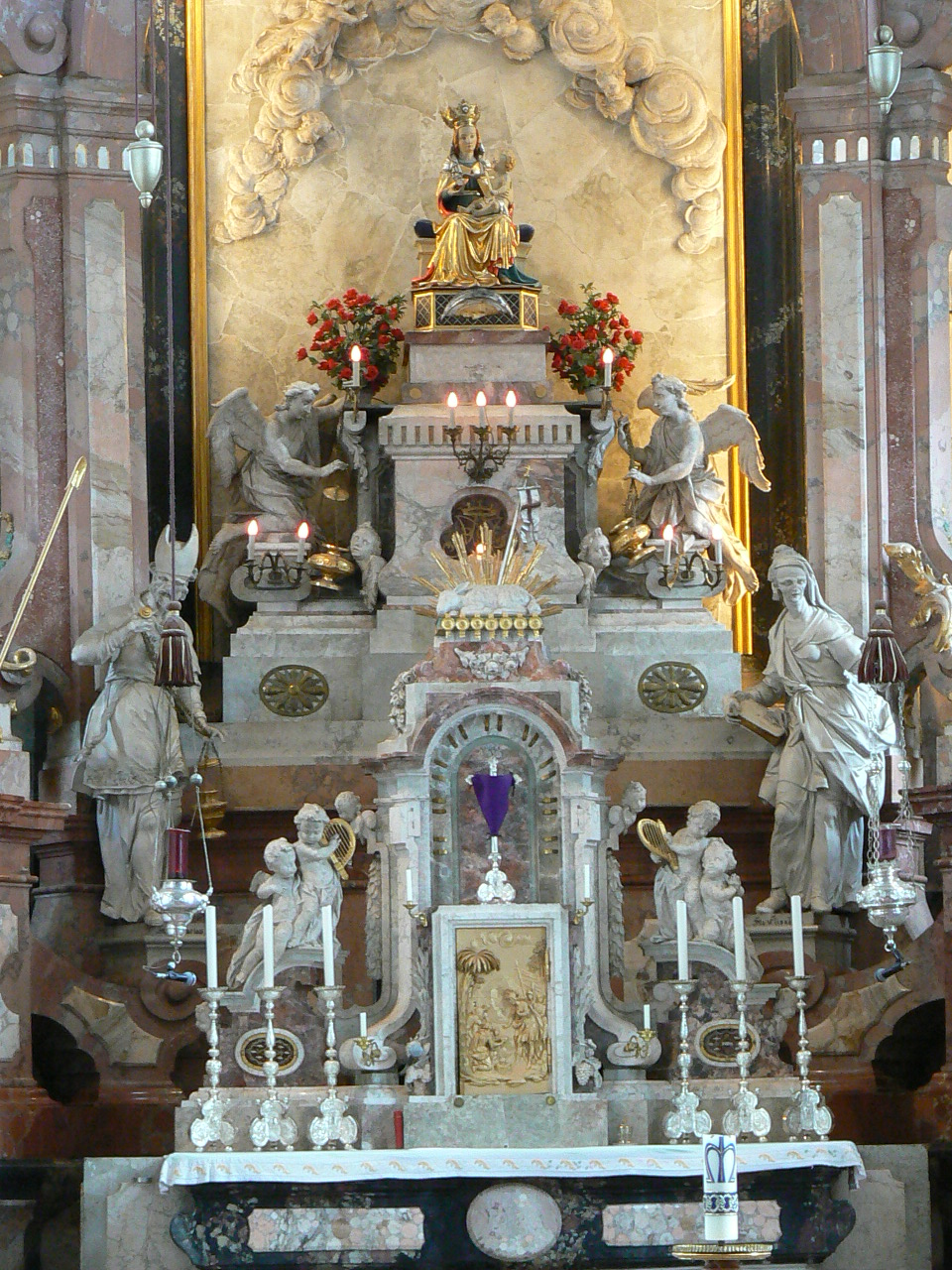
Hauptaltar mit Gnadenbild

Die künstlerische Ausgestaltung des Innenraums im ornamentalen Stil des Rokoko hat auf den heutigen Betrachter eine mitreißende Wirkung. Die Überwältigung ist ein geplanter Effekt: die Pracht der Kirche soll den Gläubigen von der Größe Gottes überzeugen. Der Himmel und das Jenseits werden buchstäblich auf die Erde geholt, so dass der Gläubige sie nicht nur ahnen kann, sondern plastisch vor sich sieht. Die katholische Gegenreformation versuchte so, vor allem in der Baukunst der Jesuiten, mit rhetorischen Mitteln die Gläubigen zum rechten Glauben zurückzubringen. Abt Anselm II. betonte in seiner Kirchweihpredigt, dass nicht das Kloster, sondern Maria selbst die Kirche erbaut habe. Andererseits konnte sich das Kloster dank der aufwendigen Marienverehrung in den Bildwerken ihres Beistands gewiss sein.
Das ästhetische Vorbild für den Innenraum waren die römischen Barockkirchen.
Die katholische Barockkunst entwickelte architektonische Stilmittel, die auf Prachtentfaltung und raffinierte Optik abzielten, etwa in den illusionistischen Deckenfresken eines Andrea Pozzo, die in ganz Europa stilbildend geworden waren. Architektur, Stuckatur und Malerei sollten eine künstlerische Einheit bilden. Anders als bei vielen Barockkirchen sind in der Birnau die Architektur, die Trompe-l’œil-Malerei und die Rocaille-Stuckatur tatsächlich zeitgleich und in enger künstlerischer Zusammenarbeit entstanden.
Die architektonischen Formen gehen, wie häufig im Rokokostil, direkt in Zierformen über, die über die plastische Stuckatur wiederum in die Scheinarchitektur der Deckengemälde überführt werden. Andererseits ist das runde Deckenfresko des Chorraums klar von der umgebenden Architektur abgetrennt, wie es wenig später im Klassizismus üblich wird. Die optische Vielfalt täuscht geschickt über den simplen Grundriss hinweg. Auch der großzügig eingesetzte Marmor ist weitestgehend vorgespiegelt – aus gestalterischen Gründen wurde er bei den Altären mittels Stuckmarmor imitiert, der zwar durch den aufwendigen Herstellungsprozess nicht günstiger als echter Marmor ist, aber einheitlichere Farben und Effekte ermöglicht. Die raumgliedernden Pilaster und ihre Rücklagen sind in Malerei marmoriert. So entsteht ein „Gesamtkunstwerk“, das für den Betrachter reale Architektur und Illusion vermengen soll.
Der Chor- und Altarraum wirkt mit seinen breiten Korbbögen wie ein Proszenium. Der bühnenhafte Aufbau ist beabsichtigt, denn die katholische Liturgie des Barock nutzte den Kirchenraum für theatralisch wirkende Inszenierungen, die an die Aufführungspraxis des Jesuitentheaters angelehnt waren. Im Zentrum des Altarraums und der Aufführung stand der Hochaltar mit der Marienstatue. Die Nutzung des Chorraums als Spielstätte für wenigstens ein geistliches Stück ist bezeugt: Zur Kirchweihe am 21. September 1750 wurde
„ein wohl ausgearbeitetes Melo-Drama in der Kirchen vor dem Chor-Altar exhibirt (…), auf einem hierzu eigens verfertigem Theatro, welches von hindenher vollkommen aufzuschlüssen ware, also, daß die wunderthätige Bildnus auf dem Altar, und eigenen Thron sitzend, ihre Person selbsten zu deren Anwesenden zärtisten Hertzens-Bewegungen vertreten könnte.“
Das Stück handelte von der Überführung der Bundeslade auf den Berg Zion durch David und in den Jerusalemer Tempel durch Salomo, spielte also auf die Birnauer Verlegung des Marienheiligtums und die Gründung eines neuen religiösen Zentrums an.

### Bildprogramm
Der Maler Gottfried Bernhard Göz (1708–1760) schuf für die Kirche ein mariologisches Bildprogramm, das um die wundertätige Marienfigur herum geplant ist. Göz hatte den Zuschlag für die Ausmalung durch einen vom Kloster ausgeschriebenen Wettbewerb erhalten. Die Inhalte wurden von der Abtei Salem vorgegeben. Ein Großteil der Darstellungen richtete sich nicht an die wallfahrtenden Laien, sondern an ein theologisch gebildetes Publikum. Dementsprechend komplex sind die theologischen Bezüge zwischen den Bildelementen. Viele Elemente fordern durch Mehrdeutigkeit zusätzlich zur Exegese heraus.
Im Zentrum des Bildprogramms steht die Jungfrau Maria, die Patronin der Kirche. Die Marienikonografie beginnt (oder endet) beim Gnadenbild auf dem Altar und setzt sich in einer Reihe von Mariendarstellungen bis zum Deckenfresko im Langhaus fort. Durch die leuchtend blaue Farbe sind die einzelnen Darstellungen Marias auch optisch aufeinander bezogen.
Hinter der Marienstatue begann diese Reihe einst mit einem – seit 1790 fehlenden – Ölbild von Mariä Himmelfahrt. Weitere Darstellungen an der Decke des Chorraums und des Langhauses nehmen das Marienmotiv wieder auf. So entsteht eine Reihe von Bildern, die den Blick des eintretenden Pilgers auf den Altar hinlenken oder ihn dazu anregen, die Entsprechungen zwischen den einzelnen Darstellungen auszulegen.
Der zweite Schwerpunkt des Bildprogramms liegt auf der Tradition und dem Selbstverständnis des Ordens. Maria wird mit den Ordensgründern und den Schutzheiligen der Zisterzienser verknüpft. Ein großer Teil des Deckenfreskos gilt auch den Erbauern der Birnau, die ihr Bauwerk als Geschenk an die Jungfrau Maria feiern. Das mächtige Salemer Kloster bewies hier sich selbst und der Welt seine direkte Beziehung zur Mutter Gottes.

### Deckenfresko der Apsis
Über dem Altar ist in der Deckenwölbung der Apsis eine Szene aus dem Buch Esther dargestellt: Esther bittet bei König Ahasver um Gnade für ihr Volk. Die Szene ist aus dramatischer Untersicht dargestellt, so dass der Baldachin über Ahasvers Haupt wie ein zweiter, von einem Scheingebälk umrahmter Altarbaldachin wirkt.
Etwas darüber befindet sich die Darstellung eines Christus, der im Begriff ist, Pfeile der Strafe auf die Menschheit zu schleudern. Letztere wird von einer halbnackten Frauenfigur repräsentiert, bei der es sich vermutlich um eine Darstellung der Luxuria handelt. Maria kniet links unterhalb des zornigen Gottessohns und legt Fürbitte für die Menschheit ein. Die Szene bezieht sich auf eine Vision des Mönches Wilhelm von Clairvaux, in der Maria Christus bittet, die Menschheit, wenn nicht um ihrer selbst willen, dann doch wegen der Zisterzienser zu verschonen. Esther muss daher als typologische Präfiguration von Maria verstanden werden: Während Esther das jüdische Volk rettet. erbittet Maria Gnade für die ganze Menschheit. Maria und Esther nehmen in beiden Darstellungen die gleiche Haltung ein, so dass sie auch formal aufeinander bezogen sind.

### Deckenfresko des Chors

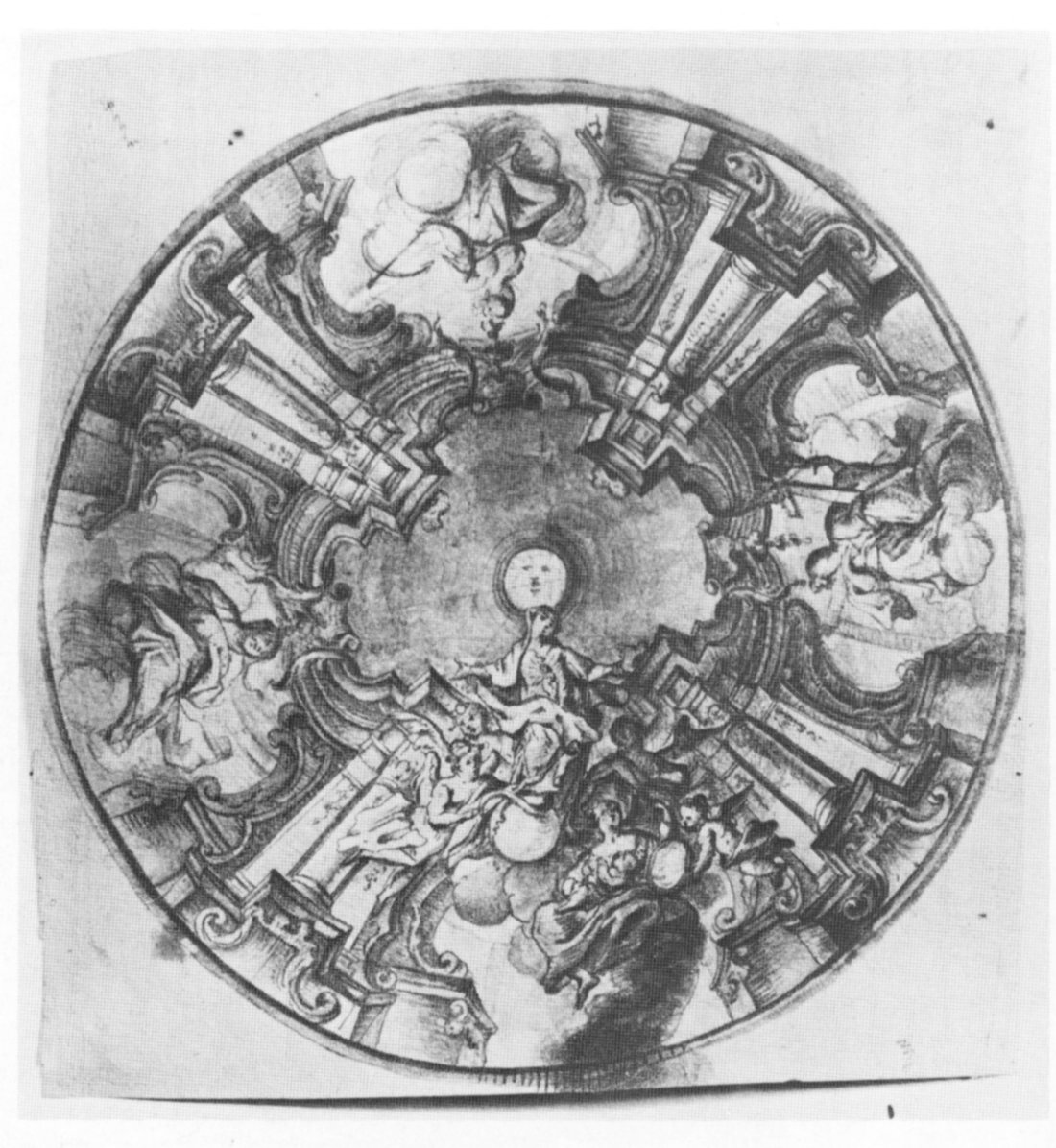
Entwurf des Freskos im Chorraum

Die architektonisch recht flache Wölbung über dem Chorraum erzeugt durch das illusionistische Fresko den Eindruck einer tiefenräumlichen, kassettierten Kuppel mit Opaion, durch das Maria mit einer Gruppe von Engeln in die Kirche einschwebt. Dieser Effekt hat sein Vorbild in Andrea Pozzos Kuppelausmalung für die Kirche Sant’Ignazio di Loyola in Campo Marzio in Rom (1685); war die Ausmalung dort noch eine Notlösung für einen verpfuschten Kuppelbau gewesen, wurde die Kuppel der Birnau mit Absicht flach angelegt, damit das illusionistische Gemälde seine Wirkung besser entfalten konnte.
Maria ist hier ikonografisch als „Weib der Apokalypse“ dargestellt, das mit dem rechten Fuß die Schlange, die Urheberin der Ursünde, zertritt. Zugleich ist sie eine Maria gravida („schwangere Maria“): Vor ihrem Bauch zeigt sich das Christuskind in einem Strahlenkranz. Von ihm richtet sich ein Lichtstrahl, der die Gnade Gottes (Gratia) repräsentiert, auf das Herz-Jesu-Symbol.
Das Herz wird von einer Frauenfigur gehalten, die allegorisch für die göttliche Liebe oder Nächstenliebe (Caritas) und die Liebe zu Gott (Dilectio) steht. Es bricht den Gnadenstrahl und lenkt ihn auf einen Spiegel, der von einem Putto gehalten wird. Der Spiegel ist in der Marienikonografie ein Sinnbild der Weisheit und unbefleckten Empfängnis. Hier vermittelt er sehr augenfällig die Vorstellung, dass die göttliche Gnade über die Nächstenliebe und an die Gläubigen verteilt wird. Anstelle eines gemalten Spiegels wurde jedoch ein echter Glasspiegel angebracht, der das durch die Fenster einfallende Licht in den Kirchenraum reflektiert. Dieser scheinbare „Malerscherz“ hat tiefere Bedeutung: Der illusionistische Raum wird dadurch mit dem realen Kirchenraum vermengt, so dass der Kirchenbesucher den Lichtstrahl der Liebe Christi direkt auf sich beziehen kann.
Die Caritas ist eine der christlichen Tugenden. Weitere Tugenden werden durch drei Frauenfiguren dargestellt: die Hoffnung (Spes) mit einem Anker und einem grünen Zweig, die Gottesfurcht (Timor Dei) mit einem Hasen und einem ängstlichen Kind und die Erkenntnis Gottes bzw. der Glaube (Agnitio) mit Kruzifix, Kelch und Hostie. Die Ikonografie entspricht Cesare Ripas Iconologia (dt. Ausg. 1704). Maria und den vier Tugenden sind Textfragmente zugeordnet, die zusammen ein Bibelzitat ergeben: „(ego) MATER PULCHRAE DILECTIONIS / ET TIMORIS / ET AGNITIONIS / ET SANCTAE SPEI“ (Sir. 24, 24). Sebastian Sailer setzte diese Zeile an den Beginn seiner Kirchweihpredigt und übersetzte sie für die Laien: „Ich bin eine Mutter der schönen Liebe, und der Forcht, und der Erkanntnuß und der Heiligen Hoffnung.“

### Deckenfresko des Langhauses
Die teils ornamental, teils motivisch ausgemalten Stichkappen über den Fenstern münden in die Scheinarchitektur des Deckenfreskos. Sie beginnt außen mit einem gemalten Kranzgesims, über dem sich Säulenordnungen türmen. Nach oben ist eine Himmelsöffnung frei gelassen, vor der verschiedene sakrale Figuren arrangiert sind.
Das riesige Fresko des Langhauses ist durch ein hell abgesetztes Stuckband zweigeteilt. Die Westhälfte über der Orgel zeigt ein Konzert der Engel, die auf verschiedenen Musikinstrumenten in die Orgelmusik einzustimmen scheinen. In der Osthälfte des Freskos, in Richtung des Altars und vom Eingang aus gut sichtbar, befindet sich zentral ein weiteres Marienbild. Es ist in Haltung und Attributen der hölzernen Marienstatue („Gnadenbild“) auf dem Altar nachempfunden. Über ihrem Haupt schwebt ein achtzackiger Stern, der sowohl als Ankündigung des Messias als auch auf Maria hin gedeutet werden kann (stella matutina = Morgenstern, ein Titel Marias aus der Lauretanischen Litanei).
Auf dem gemalten Kranzgesims stehen und sitzen zahlreiche weltliche Figuren. In Richtung Kirchenmitte lagern und stehen einige Pilger in ärmlicher Kleidung, darunter Krüppel und Kranke. Der Maler Gottfried Bernhard Göz hat sich hier in einer liegenden Figur mit verbundenem Schienbein selbst porträtiert: Er war tatsächlich bei der Ausmalung vom Gerüst gefallen und hatte sich das Bein gebrochen. Die stehende Frau mit Kind wurde kunsthistorisch teilweise als Anna selbdritt gedeutet. Die Gruppe der Pilger ist das einzige Zugeständnis des Deckengemäldes an die Funktion der Kirche als Wallfahrtsort.
Maria wendet sich jedoch nicht den Pilgern zu, sondern den Stiftern und Planern. Zu ihren Füßen auf der linken Seite stehen Guntram von Adelsreuthe und seine Tochter Mathilde, die 1134 durch die Schenkung eines Grundstücks die Gründung des Klosters Salem ermöglichten. Zwischen ihnen steht Bernhard von Clairvaux, dem der Zisterzienserorden seine europaweite Ausbreitung verdankte. Auf der rechten Seite sind die Initiatoren der neuen Kirche zu sehen: Stephan II. Enroth, Anselm Schwab und Konstantin Miller halten hier gemeinsam eine Zeichnung der neuen Kirche hoch und zeigen sie zugleich der Muttergottes wie dem Betrachter unter ihnen im Kirchenschiff.
Weitere Zisterzienseräbte präsentieren eine Vogelsicht des Klosters Salem. Auf der anderen Seite des Freskos, der Klosteransicht spiegelbildlich gegenüber, findet sich eine Darstellung des himmlischen Jerusalem. Man wollte dadurch eine typologische Entsprechung herstellen, die man in der Wortähnlichkeit „Salem“ / „Jerusalem“ bestätigt fand. Drei von Engeln gehaltene Spruchbänder ergeben zusammen das Bibelwort: „(tu) GLORIA IERUSALEM / (tu) LAETITIA ISRAEL / (tu) HONORIFICENTIA POPULI NOSTRI“ („Du bist der Ruhm Jerusalems, (du bist) die große Freude Israels und der Stolz unseres Volkes“; Jdt. 15, 9). Der Satz gilt im Alten Testament Judith; Maria wird im Fresko als Vollendung dieser alttestamentlichen Heldin gedeutet. Der Hinweis auf Jerusalem gilt noch einmal der typologischen Entsprechung von Kloster und Himmlischer Stadt.

### Altäre

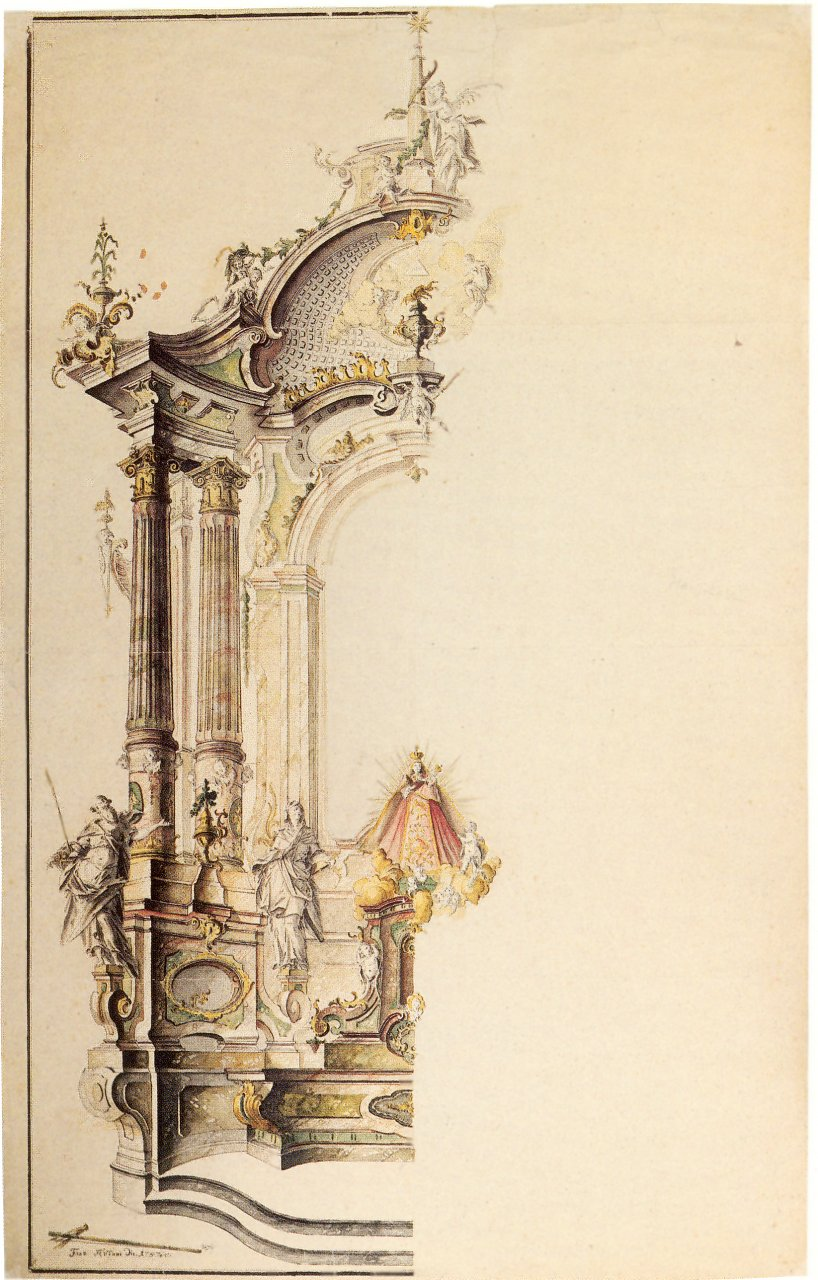
Musterentwurf eines barocken Hochaltars aus der Werkstatt Feuchtmayers mit der Birnauer Marienstatue im Festtagsgewand

Die Birnau hat sieben Altäre. Die ungewöhnliche Zahl wurde gewählt, um an die sieben großen Altäre des Petersdoms zu erinnern, die besucht werden mussten, um Absolution zu erlangen. Sie sind durchgehend von Joseph Anton Feuchtmayer entworfen und von seiner Werkstatt in mehrfarbigem Stuckmarmor ausgeführt. Fünf der Altäre haben Altarbilder, von denen drei aus Altbirnau übernommen wurden. Jeweils zwei Altäre bilden ein Paar, das einander im Kirchenraum symmetrisch gegenübersteht und optisch zum Hochaltar hinführt.
Die zwei äußersten Altäre stehen in den flachen Seitenkapellen und sind Erasmus von Antiochia (Süden) bzw. dem Heiligen Josef (Norden) gewidmet. Die gewohnten Schutzpatrone der Seitenaltäre und die dazugehörigen Altarbilder wurden als Zugeständnis an die Tradition aus Altbirnau übernommen. Der Erasmusaltar ist von Stuckfiguren flankiert, die den Hl. Leonhard und den heiligen Magnus von Füssen darstellen. Josef wurden Stephanus und Laurentius zugeordnet. Die hoch aufragenden Ädikulä krönen Figuren des Hl. Blasius bzw. des Hl. Wendelin. All diese Heiligen richten sich an die Sorgen und Nöte der Wallfahrer: Sie gelten als Schutzpatrone des Viehs und der Hirten oder als Nothelfer gegen Krankheiten und Ungezieferplagen. Im Kirchenraum sind sie am weitesten vom Hauptaltar entfernt, um dem Andrang der Pilger mehr Raum zu bieten, aber wohl auch, um das ausgeklügelte Bildprogramm nicht zu stören. Der Josefsaltar wurde auch von der ortsansässigen Josefsbruderschaft als eigenständiger Sakralraum genutzt.

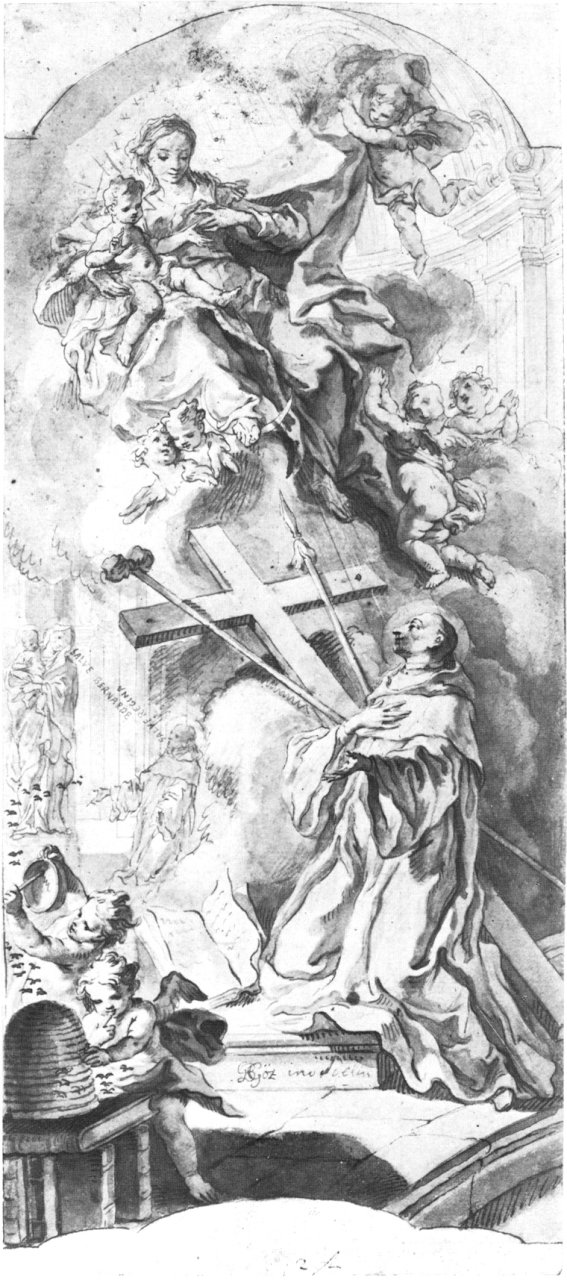
Entwurf zum Altarbild: Bernhard von Clairvaux

Zwei weitere Altäre stehen an den zum Chor einschwingenden Wänden. Der rechte ist Bernhard von Clairvaux gewidmet, einem der bedeutendsten Mönche des Zisterzienserordens, der im 12. Jahrhundert zu dessen Verbreitung über ganz Europa maßgeblich beitrug. Das Altarbild von Göz zeigt Bernhard, wie er von der Muttergottes einen Milchstrahl aus der Brust empfängt, nachdem er trotz Durst und Hunger nicht aufhören wollte zu beten. Das Wunder soll sich in der Stiftskirche Saint-Vorles in Châtillon-sur-Seine ereignet haben. In der Bernhardsverehrung und der zisterziensischen Tradition spielte das Wunder der Lactatio eine wichtige Rolle, weil Bernhard, in den Worten des Jesuitenpredigers Matthäus Pecher,
„durch Annahme der marianischen Milch in nächste Blutsfreundschaft mit Jesus und Maria, mit dieser als ein Sohn, mit jenem als ein Bruder und Mit-Säugling eingetreten ist. Eine vollkommene Mutterschaft wird nicht allein durch Empfängnis und Geburt, sondern auch durch Darreichung der Muttermilch vollendet, mit welchem weißen Nahrungssaft den neugeborenen Säuglingen alle guten Eigenschaften eingeflößt werden.“
Die Marienstatue, vor der Bernhard im Hintergrund des Gemäldes links betet, entspricht überlieferten Darstellungen des berühmten Gnadenbildes im Speyerer Dom. Die Szene bezieht sich auf ein Wunder, das sich auf Bernhards Reise zur Kreuzzugspropaganda 1146 ereignet haben soll: Er betete vor dem Gnadenbild das Salve Regina, dem er die Worte O clemens, o pia, o dulcis Virgo Maria anfügte. Daraufhin habe ihm das Bild geantwortet: Salve Bernarde („Sei gegrüßt Bernhard“). Der Dialog ist im Gemälde als Schrift dargestellt, die zwischen den Köpfen des Gnadenbildes und Bernhards erscheint.
Der linke Altar ist dem Begründer des westeuropäischen Mönchtums Benedikt von Nursia gewidmet. Das Blatt zeigt ebenfalls eine Szene aus der Heiligenvita, nämlich den Tod des Heiligen inmitten seiner Brüder auf den Stufen eines Altars, an dem die Messe zelebriert wird. Über ihm erscheint die Vision eines Mönchs im Augenblick von Benedikts Tod: Er sah die Seele des Ordensgründers auf einem von Lichtern gesäumten Weg zum Himmel fahren. Beide Altäre sind von aufwendiger Rocaille gerahmt, die jedoch asymmetrisch angelegt ist. Erst durch gegenseitige optische Ergänzung schließen sich beide zu einem Ganzen und rahmen gemeinsam den Eingang zum Altarraum.
Große Putten ergänzen das Rahmenwerk. Der Putto des Benediktaltars hält ein aufgeschlagenes Buch mit den Lettern „AUSCULTA O FILI“ (Höre, mein Sohn), den Anfangsworten der Regel des Hl. Benedikt. Der Putto des Bernhardsaltars ist ungleich berühmter: Als »Honigschlecker« ist er in zahlreichen Formen als Kitschfigur zu kaufen. Der Putto hält einen Bienenkorb im Arm, der im Gemälde selbst noch einmal dargestellt ist. Er spielt auf einen metaphorischen Beinamen des heiligen Bernhard an, der wegen seiner Predigten Doctor mellifluus („honigfließender Lehrer“) genannt wurde. Kunstgeschichtlich hat diese Figur keine herausgehobene Bedeutung; durch ihre Vermarktung hat sie jedoch in gewissem Sinne der Marienstatue den Rang als Kultbild abgelaufen.
Die zwei Altäre im Chorraum sind Johannes dem Täufer (auf der Evangelienseite, also vom Hochaltar aus gesehen rechts) bzw. dem Evangelisten Johannes gewidmet. Sie sind in schwarz und grau gehalten und haben keine Altarbilder, sondern weiße Stuckplastiken, die die Heiligen mit ihren Attributen zeigen.
Der Hochaltar schließlich wird von einem prächtigen gebauten Baldachin überwölbt. Es handelt sich um einen der ersten von Feuchtmayer realisierten Baldachinaltäre. Im Zentrum thront das Gnadenbild, umrahmt von drei Jochen aus marmorierten Säulen. Der Baldachin öffnet sich nach oben in eine Kalotte, die mit Spiegeln ausgekleidet ist. Das Auge Gottes in deren Mitte lag ursprünglich vor einem Fenster, dessen Licht durch geschickt angebrachte Spiegel gestreut und in den Kirchenraum geworfen wurde. Hinter dem Gnadenbild war ursprünglich das zentrale Altbirnauer Altarbild angebracht, das die Himmelfahrt Mariens zeigte. 1790 wurde der Altar von Johann Georg Wieland umgebaut; das Altarbild wurde in die Abteikirche Rottenmünster verlegt und durch eine Rückwand aus hellem Alabaster ersetzt. Das Gnadenbild wurde nach oben verschoben, um es für die Kirchenbesucher besser sichtbar zu machen.
Zwei Paare von Stuckplastiken rahmen den Hochaltar: Joachim und Anna, die Eltern Marias, sowie Zacharias und Elisabeth, die Eltern Johannes des Täufers. Zusammen mit den beiden Johannesfiguren der Choraltäre bilden sie die „Heilige Sippe“. Pilgern werden diese Figuren einen vertrauten Anhaltspunkt gegeben haben, war doch auch der Marienaltar von Alt-Birnau diesen Heiligen gewidmet.

### Gnadenbild

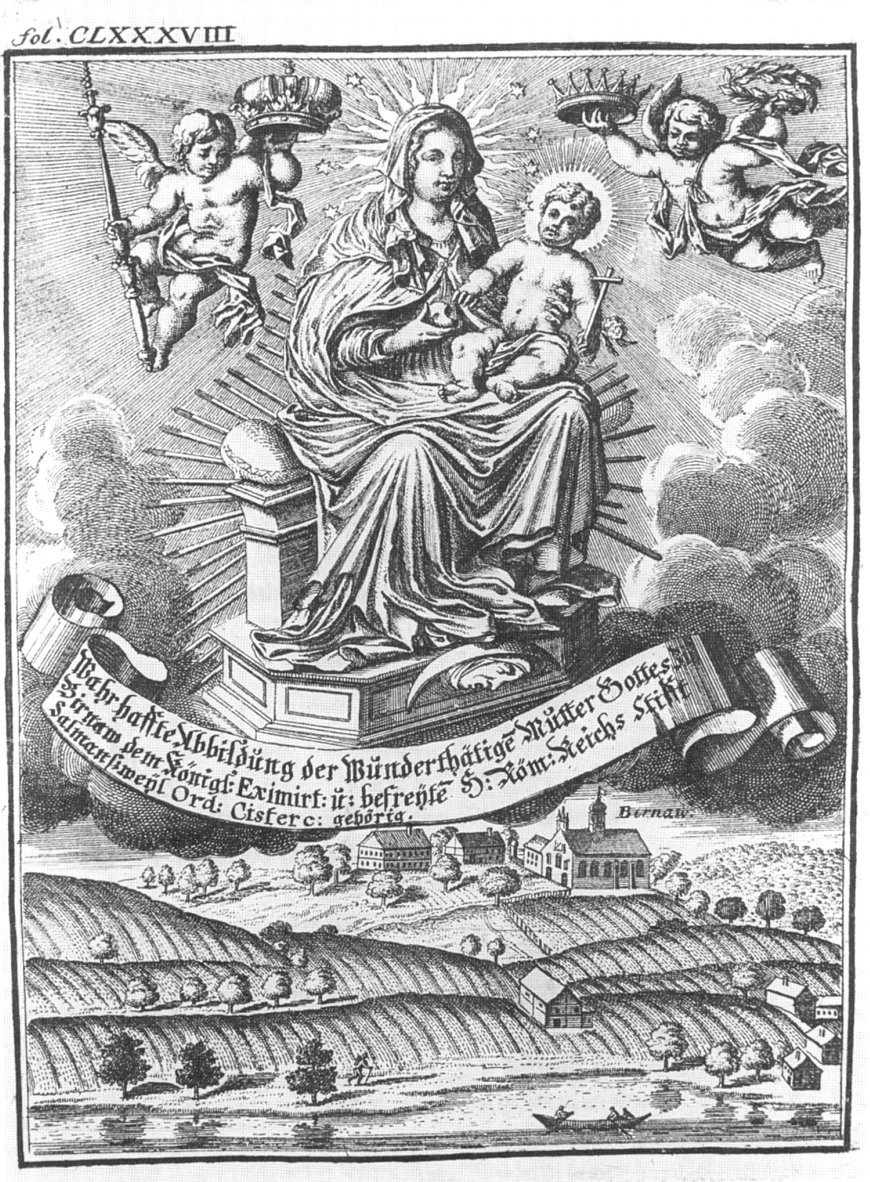
Darstellung des Gnadenbilds über Altbirnau aus dem Apiarium Salemitanum, 1708

Die etwa 80 cm hohe hölzerne Marienstatue, die heute im Mittelpunkt des Birnauer Bildprogramms steht, wurde um 1420 im Salzkammergut von einem unbekannten Meister gefertigt. Es handelt sich um eine spätgotische Sitzmadonna, die eine Krone trägt und auf einem gepolsterten Podest sitzt. Auf ihrem Schoß sitzt das Christuskind, das ein Kruzifix in der Hand hält. Der Fuß ihres Thrones zeigt eine Mondsichel, ein Symbol aus der Johannesapokalypse. Der Apfel in ihrer Rechten verweist auf die Ursünde, die der Christ überwinden muss, um zu Gott zu kommen (lat.: malum = „Apfel“ / „Übel“). Die Skulptur wurde mehrfach restauriert und neu bemalt. Die Krone hat erst seit 1733 die heutige Form.
Das Birnauer „Gnadenbild“ galt als wundertätig und war in der örtlichen Bevölkerung sehr beliebt. Viele glaubten, dass es nur an seinem Standort wirkmächtig sei und jede Verlegung eine Blasphemie darstelle. Zudem schlugen die Überlinger Wirte aus der nahen Wallfahrtsstätte einigen Profit. Als die Klosterleitung 1745 die neue Kirche plante, erwartete sie daher, dass Überlinger Bürger die „Translocation“ der „Marianischen Wallfart zu Bürnau“ verhindern würden. Eine heimlich eingeholte Erlaubnis des Konstanzer Fürstbischofs Kasimir Anton von Sickingen sowie der weltlich zuständigen Grafschaft Heiligenberg sollte deshalb Rechtssicherheit schaffen. Eine Prozession von 2000 Personen, beschützt von 350 Dragonern aus Heiligenberg, überführte am 4. März 1746 die Marienstatue von Altbirnau in ihre vorläufige neue Heimstatt, die Pfarrkirche St. Leonhard in Salem. Es kam nur zu wenigen Störungen. Zum einen war der Anlass der Prozession den Überlingern verschwiegen worden; zum anderen hatte der Bischof angekündigt, jeden Störenfried mit Exkommunikation zu bestrafen. Der Rat der Stadt Überlingen konnte erst protestieren, als schon Tatsachen geschaffen waren.
Erst zur Kirchweihe wurde die Figur nach Neubirnau gebracht. Zuvor war sie vor hochrangigen Zeugen auf ihre Echtheit überprüft worden, weil in der Bevölkerung Zweifel geherrscht hatten, ob das „zu übersetzende Bildnus der Göttlichen Mutter nicht mehr das Uralte Gnaden-Bild, sondern ein anderes, und neu verfertigtes“ sei. Die Aussagen der restauratorisch tätigen Maler und die Holzwurmlöcher waren jedoch Beleg genug. Am 20. September 1750 überführte eine festliche Prozession die Sitzfigur in ihre neue Kirche. Das Gnadenbild steht heute über dem Hochaltar.

### Orgel

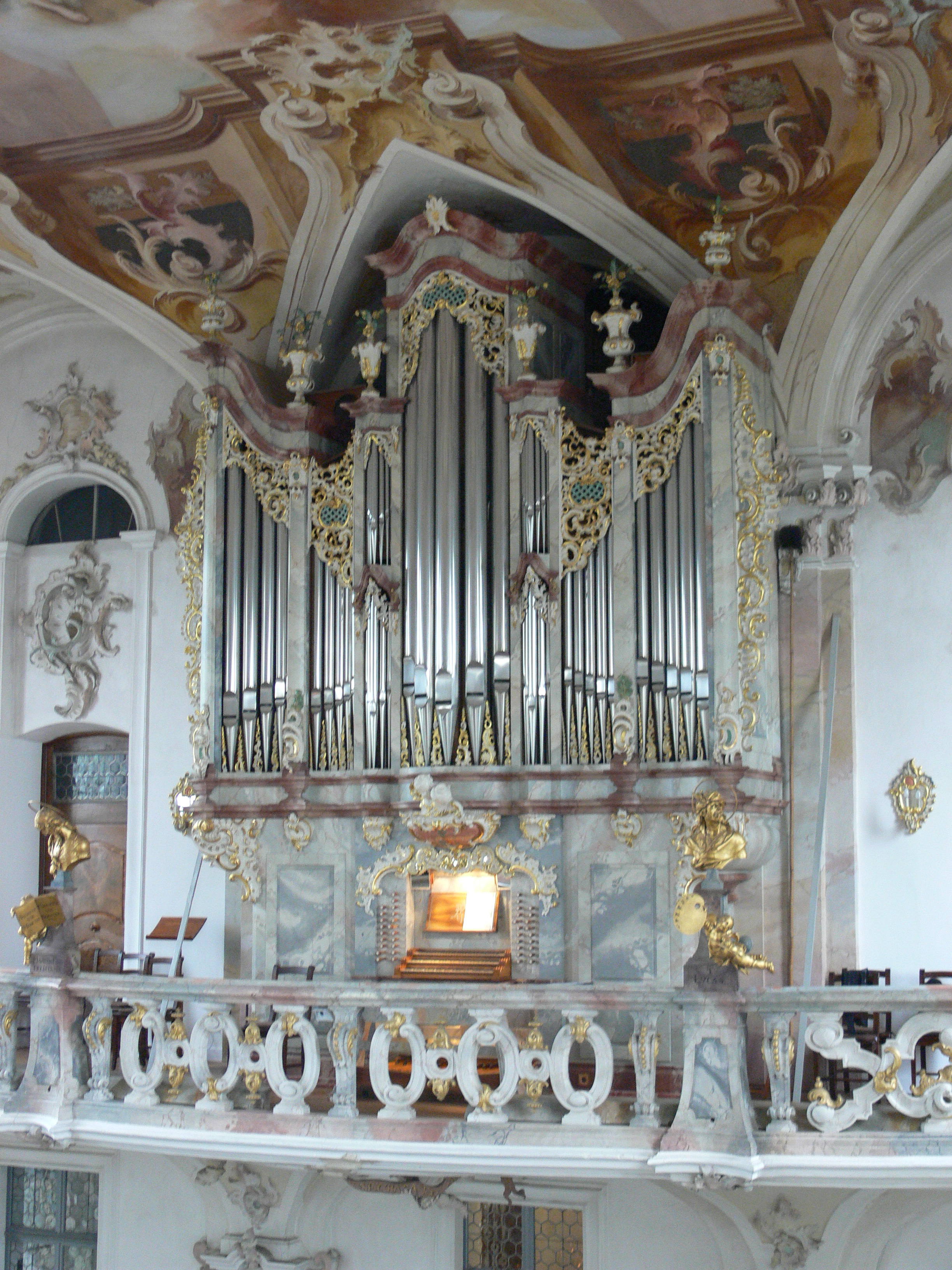
Orgel

Die erste Orgel der Birnau stellte Johann Georg Aichgasser aus Überlingen her. Sie war einmanualig und hatte zwölf Register. 1808 wurde sie in die reformierte Kirche von Altnau (Kanton Thurgau) verkauft. Dort ist zwar nicht mehr das Orgelwerk, doch der geschnitzte Prospekt erhalten.
1950 wurde für die Birnau eine neue Orgel angeschafft, die auch von einer Überlinger Orgelbauwerkstatt erbaut wurde. Das heutige, nunmehr dritte Orgelwerk wurde 1991 mit einer rein mechanischen Traktur von Mönch Orgelbau (Überlingen) gebaut. Das Instrument hat 39 Register und 2644 Pfeifen. Sie verteilen sich auf drei Manuale und Pedal. Die Disposition lautet:
| I Echowerk C–g3 |             |        |
| 1.              | Rohrgedeckt | 8′     |
| 2.              | Viola       | 8′     |
| 3.              | Flöte       | 4′     |
| 4.              | Nazard      | 2 ⁄3′  |
| 5.              | Flageolet   | 2′     |
| 6.              | Terz        | 1 3⁄5′ |
| 7.              | Larigot     | 1 ⁄3′  |
| 8.              | Sifflet     | 1′     |
| 9.              | Vox humana  | 8′     |
|                 | Tremulant   |        |

| II Hauptwerk C–g3 |               |       |
| 10.               | Gedecktpommer | 16′   |
| 11.               | Principal     | 08′   |
| 12.               | Hohlflöte     | 08′   |
| 13.               | Salicional    | 08′   |
| 14.               | Octave        | 04′   |
| 15.               | Koppelflöte   | 04′   |
| 16.               | Quinte        | 2 ⁄3′ |
| 17.               | Superoctave   | 02′   |
| 18.               | Mixtur IV     | 1 ⁄3′ |
| 19.               | Cornet V      | 08′   |
| 20.               | Trompete      | 08′   |

| III Oberwerk C–g3 |                |      |
| 21.               | Coppel         | 08′  |
| 22.               | Harfpfeife     | 08′  |
| 23.               | Schwebung      | 08′  |
| 24.               | Principal      | 04′  |
| 25.               | Querflöte      | 04′  |
| 26.               | Gemshorn       | 04′  |
| 27.               | Waldflöte      | 02′  |
| 28.               | Rauschmixtur V | 02′  |
| 29.               | Cymbel III     | 1⁄2′ |
| 30.               | Dulcian        | 16′  |
| 31.               | Schalmei       | 08′  |
|                   | Tremulant      |      |

| Pedalwerk C–f1 |               |       |
| 32.            | Praestant     | 16′   |
| 33.            | Subbaß        | 16′   |
| 34.            | Octavbaß      | 08′   |
| 35.            | Gedeckt       | 08′   |
| 36.            | Octave        | 04′   |
| 37.            | Hintersatz IV | 2 ⁄3′ |
| 38.            | Fagott        | 16′   |
| 39.            | Zinke         | 08′   |

- Koppeln: III/II, I/II, I/P, II/P, III/P.

### Glocken
Im mitten in der Fassade stehenden Turm hängt in einem historischen Holzglockenstuhl ein fünfstimmiges Geläut. Aufgrund von schwingungsdynamischen Problemen des Turmes wurde die Läutedisposition von 1961 im Jahr 1990 geändert. Den Stundenschlag übernimmt die Glocke 1, den Viertelstundenschlag intonieren die Glocken 3, 4 und 5. Die Schlagimpulse werden von dem mechanischen Uhrwerk gesteuert, das in den 1990er Jahren im Sinne der Denkmalpflege restauriert und instand gesetzt wurde. Die heutige Läutedisposition erklingt wie folgt:
| Glocke | Name                  | Gussjahr | Gießer                      | Durchmesser | Gewicht | Schlagton |
| ------ | --------------------- | -------- | --------------------------- | ----------- | ------- | --------- |
| 1      | Salvator              | 1990     | Karlsruher Glockengießerei  | 1255 mm     | 1443 kg | e′-1      |
| 2      | Mater dolorosa        | 1990     | Karlsruher Glockengießerei  | 1113 mm     | 972 kg  | fis′-3    |
| 3      | Mater amabilis        | 1961     | Friedrich Wilhelm Schilling | 1031 mm     | 736 kg  | gis′-1    |
| 4      | Joseph                | 1990     | Karlsruher Glockengießerei  | 926 mm      | 655 kg  | h′-1      |
| 5      | Benedikt und Bernhard | 1961     | Friedrich Wilhelm Schilling | 854 mm      | 450 kg  | cis″-2    |

### Weitere Ausstattungsgegenstände

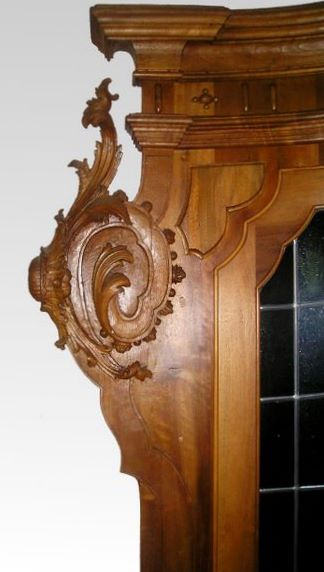
Detail eines geschnitzten Beichtstuhls von Feuchtmayer; heute in St. Martin, Seefelden

Zur Ausstattung gehört ein Kreuzweg in vierzehn Stationen aus bemalter Holzschnitzerei, von dem noch acht Stationen erhalten sind. (Möhrle 1920 vermutet, dass die übrigen sechs nie existiert haben.) Die einzelnen Stationen stammen von Feuchtmayer und seinem Mitarbeiter Johann Georg Dirr. Vierzehn Putten komplementierten einst die Kreuzwegstationen; zwölf von ihnen sind erhalten. Jede Station besteht aus einer individuell gestalteten vergoldeten Rocaille-Kartusche, die durch einen Engelskopf und Pflanzenranken ergänzt ist. Der Rahmen umfasst ein Kulissenbild, vor dem kleine, vollplastische Figurengruppen wie auf einer kleinen Theaterszene agieren.
Insgesamt zehn Uhren finden sich an und in der Kirche. Die Bauherren demonstrierten so einerseits das gesteigerte Bewusstsein ihres Zeitalters für genaue Zeitmessung. Andererseits war die Uhr aber auch eine Metapher für die Endlichkeit des Daseins (Vanitas). Drei Sonnenuhren schmücken die Nordwest- und Südostseite des Ordensgebäudes sowie den Turm. Die übrigen sieben werden von einem drei Tonnen schweren schmiedeeisernen Uhrwerk  angetrieben, das wahrscheinlich um 1750 in den Werkstätten des Salemer Klosters von Bruder Maurus Undersee (1708–1773) geschaffen wurde. Es wurde im Zuge der Restaurierung der Kirche 1963 abgebaut und erst nach vielen Verzögerungen 1979 wieder in Betrieb genommen.
Vier weithin sichtbare Zifferblätter befinden sich heute an den vier Turmseiten; das größte zum See hin hat einen Durchmesser von 3,10 Metern. Im Kircheninneren finden sich unter der Decke des Langhauses links und rechts des Chorraumes eine Sonnenzeituhr, deren Zeiger als Salemer Abtstab (mit einem um den Stab geschlungenen „S“) bzw. als Pfeil gestaltet sind sowie eine Monduhr, die an einer sich drehenden Mondkugel den Tag des Mondlaufs und die Mondphase anzeigt. Beide sind mit aufwendigen goldenen Ornamenten und allegorischen Figuren verziert. Sie verweisen auf den Lauf der Gestirne als Zeichen für die göttliche Ordnung des Kosmos, können aber auch als Mariensymbole verstanden werden. Die sogenannte „Marienuhr“ befindet sich an der Decke des Langhauses. Ihr Zifferblatt zeigt das Monogramm Mariens (die verschlungenen Lettern des Worts „Maria“, die einen Stern bilden) sowie einen Kranz aus zwölf Sternen.
Die ursprünglichen fünf Turmglocken wurden von Gebhard Andreas Aporta in Bregenz gegossen. Sie waren jeweils einem Heiligen gewidmet und trugen Inschriften, die mit Chronogrammen das Jahr ihrer Herstellung verschlüsselten. Die größte Glocke war der Jungfrau Maria gewidmet; die weiteren den Heiligen Anselmus, Benedikt und Bernhard und die kleinsten den Wallfahrtsheiligen Blasius, Magnus sowie der Heiligen Sippe. Nach der Säkularisation der Kirche wurden vier der Glocken nach Wollerau (Kanton Schwyz) verkauft. Die verbliebene Glocke wurde 1940 eingeschmolzen. 1961 wurden vier, 1990 fünf neue Glocken angeschafft.

## Geschichte vom Bauabschluss bis heute
Die Errichtung der neuen Kirche bedeutete einen schweren Einschnitt für die Marienwallfahrt. Der Strom der Pilger war bei weitem nicht mehr so stark wie zu Altbirnauer Zeiten. Dazu mag der Geist der Aufklärung beigetragen haben; jedoch war auch das Verhältnis der frommen Bevölkerung zur Birnau durch die Verlegung des Heiligtums, gegen die selbst der Rat der Reichsstadt Überlingen Protest eingelegt hatte, nachhaltig gestört. Zudem versuchten Staat und Amtskirche zunehmend das Wallfahrtswesen zu unterbinden.

### Schließung der Kirche 1804

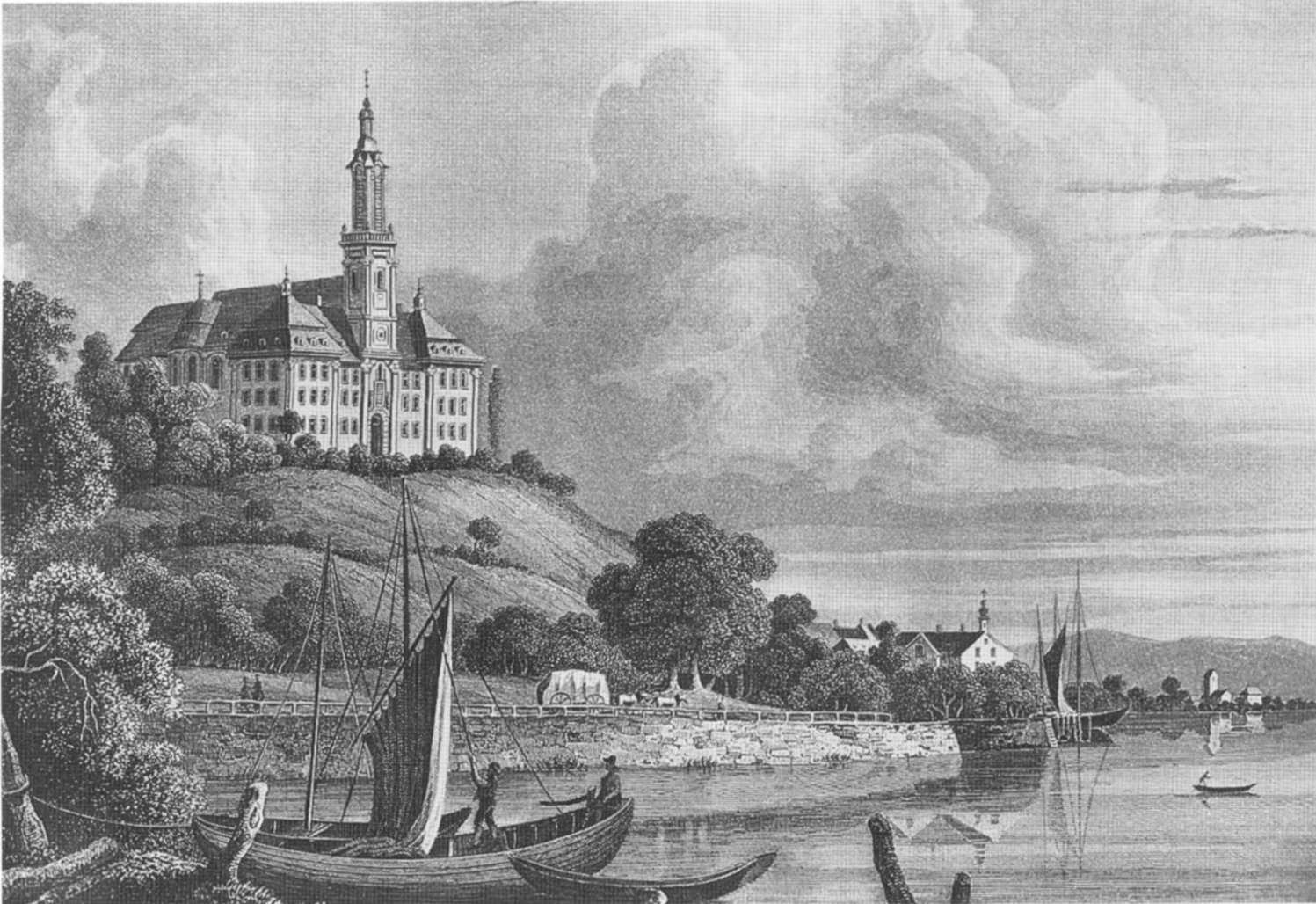
Ansicht der Birnau um 1850. Stahlstich von Johann Poppel

Wenige Jahrzehnte nach dem Bau der neuen Kirche sah das Salemer Kloster seiner Schließung entgegen. Der Generalvikar des für Salem zuständigen Bistums Konstanz, Ignaz von Wessenberg, war Anhänger des Josephinismus. Der junge Wessenberg, seit 1801 im Amt, war wie viele aufgeklärte Kleriker entschlossen, die Wallfahrts- und Klosterkirchen in seiner Diözese zu schließen oder in Pfarrkirchen umzuwandeln. Man war sich innerkirchlich bewusst, dass die teilweise sehr mächtigen Orden eine theologische und machtpolitische Konkurrenz zur verfassten Kirche darstellten. Auch die Praxis der Bilderverehrung auf Wallfahrten war den Josephinisten ein Zeichen des Aberglaubens; die ganze Bilderwelt der barocken Kirchen galt plötzlich als Inbegriff falsch verstandener Frömmigkeit.
Die beginnende Säkularisation der Klöster von staatlicher Seite kam Wessenberg entgegen: Bereits am 1. Oktober 1802 erschien im Kloster Salem eine Kommission des Markgrafen Karl Friedrich, die die Beschlagnahme des gesamten Vermögens durch die Markgrafschaft Baden ankündigte. Der Reichsdeputationshauptschluss vom 25. Februar 1803 ließ die reichsweite Schließung von Klöstern rechtskräftig werden. Zum 23. November 1804 wurde die Reichsabtei Salem vollständig aufgelöst. Von diesem Zeitpunkt bis zum Jahr 1918 wurden unter staatlicher Kontrolle keine Männerorden mehr zugelassen.
Der letzte Gottesdienst in Neubirnau fand am 30. April 1804 statt. Im Jahr 1808 wurde auch die Kirche für die Zisterzienser, die noch dort lebten, gesperrt und ohne öffentlichen Protest geschlossen. Das Gnadenbild wurde in das Salemer Münster gebracht, das in eine Pfarrkirche umgewandelt worden war. Das Inventar der Kirche wurde auf umliegende Kirchen verteilt. Glocken und Orgel wurden in die Schweiz verkauft. Von 1808 bis nach Ende des Ersten Weltkriegs stand die Kirche leer und verfiel. Der Dachreiter über dem Chor wurde 1810, die Sakristei 1832 abgerissen. Anders als bei mancher anderen säkularisierten Klosterkirche blieb der Rest des Baukörpers jedoch erhalten.
Zudem galt im Kunstgeschmack der Rokoko-Stil plötzlich als veraltet. Der schlichtere, an antike Vorbilder angelehnte Klassizismus galt ab etwa 1775 als die zeitgemäßere Bauform; das Kloster Salem war mit der Ausstattung des Salemer Münsters im Louis-seize-Stil sogar einer der regionalen Vorreiter dieses Stilwechsels. Nach 1810 waren Romanik und Gotik die Vorbilder im Kirchenbau. Das barocke Pathos mit seinen ausgefeilten, auf dramatische Wirkung angelegten Bildprogrammen wurde mit einem Schlag unpopulär. Selbst Kleriker argumentierten mit ästhetischen Bedenken gegen den „ausartenden“, „krankhaften“ und „widerlichen“ Barockstil und dessen letztliche „Auswucherung“ im Rokoko. Erst um 1890 wurde die barocke Kunst wieder allgemein akzeptiert, was unter anderem den zeitgenössischen Kunsthistorikern wie Heinrich Wölfflin zu verdanken ist. Zunächst markierte die Birnau jedoch das Ende einer Epoche im Kirchenbau, „das Schwanenlied des Rokoko am Bodensee“ (Lit.: Möhrle, 1920, S. 92).
Die bürgerliche Landschaftsmalerei des 19. Jahrhunderts entdeckte die Birnau als Baukörper, der mit der Natur malerisch harmonierte. So wurde die Kirche, die einst als weithin sichtbares Mittelglied zwischen irdischer Schöpfung und himmlischem Glanz entworfen war, zum optisch reizvollen Element in der Idylle des Bodensees, ein Gegengewicht zur beginnenden Industrialisierung.

### Von der Wiedereröffnung 1919 bis heute

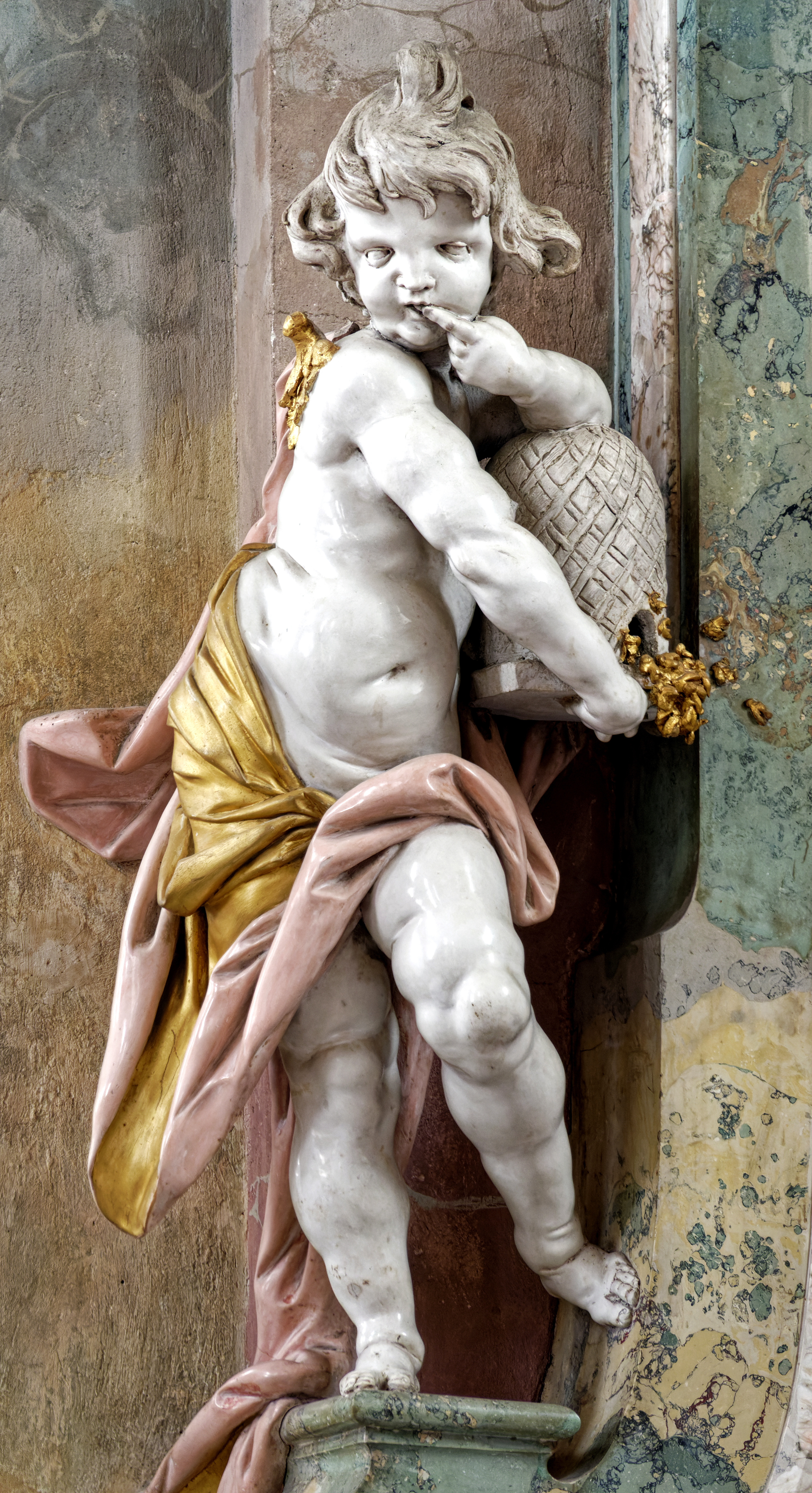
Der „Honigschlecker“ am Bernhardsaltar

Erst nach der vorletzten Jahrhundertwende gab es ernsthafte Bemühungen, die Kirche wieder für die Gläubigen zu öffnen. Sowohl die Bewertung des Rokokostils als auch die kirchliche Akzeptanz von Wallfahrten hatten sich in der Zwischenzeit grundlegend gewandelt. Der Zisterzienserabtei Wettingen-Mehrerau (Bregenz) gelang es, dem Land Baden die Birnau für 70.000 Mark abzukaufen. Daneben erwarb das Kloster auch das Schloss Maurach, das direkt unterhalb der Kirche am Seeufer liegt. Die Wirtschaftsräume des Kirchenvorbaus wurden zu Wohn- und Verwaltungsräumen umgebaut und in eine Außenstelle des Konvents umgewandelt. Glocken und Orgel wurden wiederbeschafft. Die Kirche wurde am 20. November 1919 feierlich wiedereröffnet. Binnen kurzem wurde die Birnau zu einem religiösen wie kunsthistorischen Wallfahrtsort am Bodensee.
Unter dem Nationalsozialismus wurden die Kirche und das Priorat von 1941 bis 1945 geschlossen. Die Mönche wurden verjagt, manche vorübergehend von der Gestapo inhaftiert. Erst nach dem Ende des Zweiten Weltkrieges konnten sie nach Birnau zurückkehren.
Der Nationalsozialismus hinterließ auch tiefere Spuren: Unweit der Kirche befindet sich ein Friedhof für 97 KZ-Häftlinge aus dem KZ Aufkirch. Sie gehörten zu einem Trupp von rund 800 Häftlingen aus dem KZ Dachau, die westlich von Überlingen ein unterirdisches Stollensystem in den Molassefelsen trieben, in dem die Friedrichshafener Rüstungsbetriebe Dornier, Zeppelin, ZF und Maybach vor Bomben geschützt sein sollten (Goldbacher Stollen). Die Arbeiten dauerten vom Oktober 1944 bis April 1945 an. Mindestens 168 Häftlinge starben und wurden verbrannt oder in einem Massengrab verscharrt. Nach Kriegsende wurden auf Befehl der französischen Militärregierung die Leichen aus dem Waldstück Degenhardt bei Überlingen exhumiert und am 9. April 1946 auf dem neu geschaffenen KZ-Friedhof Birnau beigesetzt.
Mit dem Kauf im Jahr 1919 hatte das Kloster auch die Verantwortung für die Denkmalpflege der Kirche übernommen. 1964 bis 1969 wurde die Bausubstanz generalsaniert, finanziert aus Mitteln der katholischen Kirche und der staatlichen Denkmalpflege sowie eines 1966 gegründeten Fördervereins. 1996 begannen die bis heute aufwändigsten Sanierungsarbeiten. Die Fundamente wurden trockengelegt, Schäden durch Hausschwamm behoben und die Fresken im Innenraum vor Beschädigung geschützt. Seit 2004 ist auch die Renovierung der Außenfassade abgeschlossen. Die Forschung nach Spuren der ursprünglichen Farbgebung führte zur Revision der Restaurierung von 1966. Damals wurde der Kirche eine weiße Fassade mit rosa Pilastern gegeben und der Turm durch einen rosa Anstrich optisch hervorgehoben. Die jetzige Fassade ist einheitlich in rosa mit weißen Schmuckelementen gestaltet, wodurch sich auch der Turm wieder in das Gesamtbild einfügt.
1946 wurde Birnau die Pfarrkirche der Orte Deisendorf und Nußdorf, welche gemeinsam die katholische Pfarrkuratie Birnau bilden.
1971 wurde die Birnau von Papst Paul VI. zur Basilica minor erhoben. Sie ist heute einer der beliebtesten Wallfahrtsorte im Bodenseeraum. Jährlich wiederkehrende Marienwallfahrten ziehen teilweise Zehntausende von Pilgern an. Im Jahr gibt es 18 offizielle Wallfahrten, deren beliebteste die Fatimawallfahrten sind (jeweils am 13. jedes Monats). Das Patroziniumsfest wird am Sonntag nach dem 2. Juli (Mariä Heimsuchung) begangen. Regelmäßig finden auch Konzerte statt. Die Kirche ist wegen ihrer malerischen Lage ein sehr beliebter Ort für Hochzeiten und darüber hinaus eine der meistbesuchten Sehenswürdigkeiten am See.